# Fußball-Weltmeisterschaft 1986
Die Endrunde der Fußball-Weltmeisterschaft 1986 (spanisch Campeonato Mundial De Futbol, englisch Football World Championship) war die 13. Ausspielung dieses bedeutendsten Turniers für Fußball-Nationalmannschaften. Sie fand vom 31. Mai bis zum 29. Juni 1986 zum zweiten Mal nach 1970 in Mexiko statt.
Weltmeister wurde Argentinien im Finale gegen Deutschland, das sein zweites WM-Finale in Folge verlor. In Erinnerung an die WM 1986 blieb vor allem die Leistung von Argentiniens Kapitän Diego Maradona, der seine Mannschaft zum Titel führte und als bester Spieler des Turniers ausgezeichnet wurde. Besonders das Viertelfinale Argentinien - England, in dem Maradona zunächst mit seiner „Hand Gottes“ ein irreguläres Tor erzielte und nur drei Minuten später das WM-Tor des Jahrhunderts, bei dem er mit einem Dribbling über etwa 60 Meter die komplette englische Hintermannschaft inklusive des Torwarts Peter Shilton umspielte, bevor er dann den Ball ins leere Tor schob, wird noch heute kontrovers diskutiert.
Titelverteidiger Italien scheiterte im Achtelfinale an Frankreich. Österreich, die DDR und die Schweiz scheiterten bereits in der Qualifikation. Torschützenkönig wurde der Engländer Gary Lineker mit 6 Toren.

## Vergabe
Die Vergabe der Fußball-Weltmeisterschaft folgte über mehrere Jahrzehnte einem Rotationsprinzip zwischen Europa und Amerika. Zum Zeitpunkt des FIFA-Kongresses 1974 standen Argentinien als Ausrichter für 1978 und Spanien für 1982 bereits fest. Für 1986 wurde daher ein Gastgeber aus Amerika gesucht.

### Ausgangssituation in Südamerika
In Südamerika hatten bereits Uruguay (1930), Brasilien (1950) und Chile (1962) eine Fußball-Weltmeisterschaft ausgerichtet. Mit der bevorstehenden WM in Argentinien waren somit die größten Fußballnationen des Kontinents als Gastgeber an der Reihe gewesen.
Peru, das bei der WM 1970 erfolgreich teilgenommen hatte, kam aufgrund eines verheerenden Erdbebens 1970 in der Region Ancash nicht in Frage. Diese Naturkatastrophe, die sich am Eröffnungstag der WM 1970 ereignete, forderte knappe 67.000 Menschenleben und verursachte Schäden in Höhe von schätzungsweise 530 Millionen US-Dollar (was 2024 etwa 4,2 Milliarden US-Dollar entspräche). Die enormen Kosten für den Wiederaufbau machten eine Bewerbung für die WM 1986 unmöglich.
Bei der Suche nach einem geeigneten Gastgeber wurden Bolivien, Ecuador, Paraguay und Venezuela ausgeschlossen, da sie aufgrund unzureichender Infrastruktur und finanzieller Kapazitäten nicht in der Lage waren, die logistischen Anforderungen eines Turniers dieser Größenordnung zu erfüllen.

### Vergabe an Kolumbien

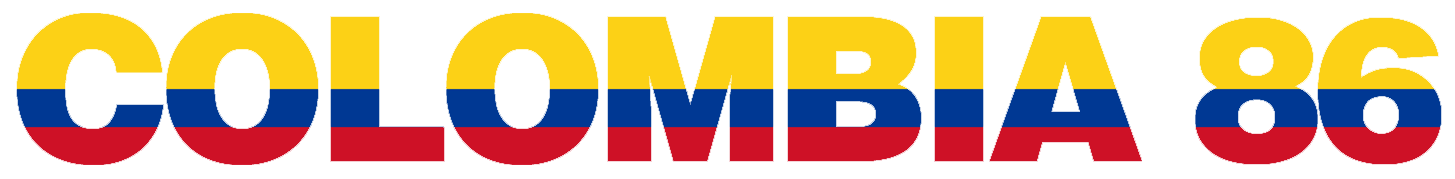
Geplantes Logo für die Fußball-Weltmeisterschaft 1986 in Kolumbien

So blieb Kolumbien als einzige realistische Option übrig und erhielt folglich als einziger Bewerber den Zuschlag für die Fußball-WM-Endrunde 1986 auf dem FIFA-Kongress in Stockholm am 9. Juni 1974. Bei dieser Entscheidung spielte auch die persönliche Freundschaft zwischen dem damaligen FIFA-Präsidenten Stanley Rous und Alfonso Senior Quevedo eine wichtige Rolle. Quevedo, der sowohl Mitglied des FIFA-Exekutivkomitees (1970–1986) als auch zweimaliger Präsident des kolumbianischen Fußballverbands FCF (1964–1971 und 1975–1982) war, hatte darüber hinaus als Geschäftsmann und Sportvisionär einen Namen gemacht.

### Geplante Austragungsorte
Kolumbien hatte insgesamt 5 Stadien in ebenso vielen Städten für die Weltmeisterschaft vorgesehen. Alle bestehenden Stadien sollten renoviert werden und eines sollte komplett neu errichtet werden. Diese Stadien waren:
- Stadion Nemesio Camacho „El Campín“ in Bogotá
- Estadio Olímpico Pascual Guerrero in Cali
- Estadio Metropolitano Roberto Meléndez in Barranquilla (Neubau, Baubeginn 1979)
- Estadio Atanasio Girardot in Medellín
- Estadio Alfonso López in Bucaramanga

### Politische und wirtschaftliche Entwicklung in Kolumbien
Die anfängliche Euphorie über die Vergabe wich jedoch schon nach zwei Monaten der Ernüchterung. Die politische Landschaft Kolumbiens durchlief in dieser Zeit mehrere Veränderungen. Während die ursprüngliche Bewerbung unter dem konservativen Präsidenten Misael Pastrana Borrero (1970–1974) vorangetrieben wurde, übernahm im August 1974 der Liberale Alfonso López Michelsen (1974–1978) die Präsidentschaft. López Michelsen, obwohl aus derselben Partei wie der frühere Unterstützer des WM-Projekts Carlos Lleras Restrepo (1966–1970), zeigte weniger Enthusiasmus für das Großereignis. Diese Haltung setzte sich auch unter seinem Nachfolger Julio César Turbay Ayala (1978–1982) fort, der zwar öffentlich die WM-Ausrichtung befürwortete, aber wenig konkrete Unterstützung bot.
In den folgenden Jahren wurden kaum Fortschritte bei der Umsetzung der FIFA-Anforderungen bezüglich Infrastruktur und Stadionbau gemacht. Die jeweiligen Regierungen schoben die Verantwortung für die Weltmeisterschaft auf ihre Nachfolger ab. Die angespannte wirtschaftliche Lage des Landes zeigte sich deutlich, als im September 1977 in Bogotá aufgrund von Nahrungsmittelknappheit, Inflation und hoher Arbeitslosigkeit zum Generalstreik aufgerufen wurde. Dabei brachen weitverbreitete Unruhen aus, bei denen 33 Menschen ihr Leben verloren, mehr als 3.000 verletzt und tausende weitere Menschen verhaftet wurden.
Das Organisationskomitee sah sich schließlich einer weiteren Herausforderung gegenüber, als die FIFA bei ihrem 41. Kongress im Mai 1978 in Buenos Aires beschloss, das Teilnehmerfeld ab der WM 1982 von 16 auf 24 Mannschaften zu erweitern, was die Anforderungen an die Organisation unerwartet erhöhte.
Zusätzlich sorgten Anfang des Jahrzehnts wirtschaftliche Schwierigkeiten des ohnehin als Entwicklungsland beschriebenen Landes, der Aufstieg des kolumbianischen Drogenbosses Pablo Escobar sowie der interne Konflikt zwischen der linksgerichteten Guerillabewegung FARC und der kolumbianischen Regierung bei der FIFA für Unruhe. FIFA-Präsident João Havelange zeigte sich bei seinen Besuchen zwischen 1978 und 1980 trotz stetigen Bekundungen der beiden Präsidenten López Michelsen und Turbay Ayala skeptisch.
Daraufhin überstellte DFB-Präsident und WM-Organisationschef Hermann Neuberger dem kolumbianischen Fußballverband einen Forderungskatalog mit einem Ultimatum bis November 1982. Als Voraussetzungen wurden neben Transport, Sicherheit, Fernsehen und finanziellen Aspekten auch der Bau von zwölf Stadien festgeschrieben, zwei von ihnen mit einer Mindestkapazität von 80.000 Zuschauern.
In einer Radio- und Fernsehansprache am 25. Oktober 1982 verkündete Kolumbiens neuer Präsident Belisario Betancur (1982–1986) die Absage. Er erklärte, dass sein Land nicht über die wirtschaftlichen Mittel zur Ausrichtung eines 24er-Turniers verfüge und bezeichnete viele der FIFA-Anforderungen als Extravaganz. Betancur betonte ebenfalls, dass Kolumbien wichtigere Prioritäten als ein Fußballturnier habe.

### Neuvergabe
Vier Ersatzgastgeber gaben ihre Kandidatur bis zum 10. März 1983 ab: Brasilien, Kanada, die USA und Mexiko. Brasiliens Bewerbung schied als erste im Februar 1983 aus. Offiziell wurde angegeben, dass die Bewerbung bestimmte Kriterien nicht erfüllte. Inoffiziellen Berichten zufolge zog sich Brasilien jedoch zurück, um mögliche Vorwürfe der Begünstigung durch den Brasilianer Havelange zu vermeiden.
Es entwickelte sich schließlich ein Zweikampf zwischen Mexiko und den USA, die durch den ehemaligen US-Außenminister Henry Kissinger, dessen Nachfolger Cyrus Vance sowie den Fußballlegenden Pelé und Franz Beckenbauer unterstützt wurden. Dank ihrer langjährigen Beziehungen zu Havelange gelang es jedoch dem mexikanischen Medienmogul Emilio Azcárraga Milmo sowie Guillermo Cañedo, einem von acht FIFA-Vizepräsidenten und Mitbegründer des mexikanischen Medienunternehmens Televisa, das 22-köpfige FIFA-Exekutivkomitee schon frühzeitig von Mexiko zu überzeugen. So flog FIFA-Präsident Havelange bereits wenige Tage nach Kolumbiens Rückzug nach Mexiko. Dies verstärkte Spekulationen über eine mögliche Vorauswahl des Gastgebers, da Havelange in Mexiko über einflussreiche Verbündete verfügte, die ihn 1974 bei seiner erfolgreichen Kandidatur gegen Stanley Rous für das FIFA-Präsidentenamt unterstützt hatten.
Die Begünstigung Mexikos zeigte sich auch im weiteren Verlauf des Auswahlprozesses: Die FIFA setzte eine Kommission ein, um die Eignung der potenziellen Gastgeber zu prüfen. Diese besuchte jedoch lediglich Mexiko, wo FIFA-Vizepräsident Cañedo persönlich die Besichtigung der Stadien und Einrichtungen leitete. Die USA und Kanada erhielten keinen Besuch der Kommission, was klar gegen die FIFA-eigenen Regularien, die eine Inspektion aller Bewerberländer vorschrieben. Die FIFA begründete ihre Entscheidung gegen Inspektionen in den beiden Ländern offiziell mit der zu geringen Stadionanzahl in Kanada (Kanada hatte ursprünglich neun Stadien angeboten und weitere in Reserve, was aber von der FIFA nicht berücksichtigt wurde) und unzureichenden logistischen Garantien der US-Regierung.
Die Kommission kehrte nach Europa zurück und empfahl einstimmig Mexiko als Ausrichter.
Die finale Entscheidung sollte auf dem FIFA-Kongress in Stockholm fallen. Dort präsentierten die drei verbliebenen Kandidaten ihre Bewerbungen. Kanada benötigte 30 Minuten für ihre Vorstellung, während die USA eine ausführliche 60-minütige Präsentation mit umfangreichen Planungsunterlagen vorlegten. Der Präsident des mexikanischen Fußballverbandes FEF Rafael del Castillo hingegen benötigte lediglich acht Minuten für seine Vorstellung, die auf sechs Seiten einfachem Kanzleipapier beruhte. Georges Schwartz, Vorsitzende der kanadischen WM-Bewerbung, bezeichnete die schriftlichen Unterlagen Mexikos als „ein Witz“.
Obwohl die USA und Kanada 90-seitige Hochglanzbroschüren vorlegten und Mexikos Bewerbung zusätzlich in Bereichen wie Stadien, Transport, allgemeine Infrastruktur und Unterbringung technisch schwächer war als die der Konkurrenten, wählte die FIFA auf ihrem Stockholmer Kongress am 20. Mai 1983 Mexiko einstimmig zum Ersatzausrichter. Damit wurde Mexiko das erste Land, das die Weltmeisterschaft zum zweiten Mal ausrichten durfte. Die offizielle Begründung lautete, dass nur Mexiko ein komplettes Bewerbungsdossier abgegeben hatte.
Die Vorentschiedenheit der Wahl zeigte sich auch daran, dass im Sheraton Hotel in Stockholm bereits vor der offiziellen Verkündung Tequila-Cocktails für die mexikanische Siegesfeier vorbereitet wurden. Zu einem späteren Zeitpunkt, als Castillo auf die kurze Dauer seiner Präsentation angesprochen wurde, prahlte dieser damit, dass er nur 60 Sekunden gebraucht hätte, um die Bewerbung zu gewinnen.
FIFA-Präsident Havelange, der den Auswahlprozess als „mehr als demokratisch“ bezeichnete, räumte jedoch nach der Wahl ein, dass die USA und Kanada zwar bessere Präsentationen abgeliefert hätten, diese aber „aus Fairness gegenüber Mexiko“ nicht berücksichtigt werden konnten. Henry Kissinger kommentierte seine erste Erfahrung mit Fußballdiplomatie im Nachhinein dahingehend, dass die Politik des Fußballs ihn mit Nostalgie an die Politik des Nahen Ostens zurückdenken ließe.

## Gastgeber
Mexiko wurde als erstes Land zum zweiten Mal Gastgeber einer Weltmeisterschaft, nachdem bereits 1970 das Turnier in dem nordamerikanischen Land ausgetragen worden war. Trotz der kurzen Vorbereitungszeit und obwohl das Land im September 1985 von einem schweren Erdbeben erschüttert wurde, verlief die Veranstaltung reibungslos. Die für das Turnier notwendige Infrastruktur blieb weitgehend unberührt, lediglich das WM-Stadion in Nezahualcóyotl wurde beschädigt. Das Organisationskomitee der FIFA unter Leitung von Hermann Neuberger stellte dem Veranstalter ein glänzendes Zeugnis aus und schob die teilweise chaotischen Zustände am Anfang der WM in puncto TV-Berichterstattung in den Zuständigkeitsbereich der TV-Techniker und -Führungskräfte.

## Spielorte
Die Spiele der Weltmeisterschaft wurden in 12 Stadien in 9 mexikanischen Städten ausgetragen.
| Guadalajara |

| León |

| Mexiko-Stadt |

| 2 |

| Puebla |

| Toluca |

| 1 |

| Monterrey |

| Querétaro |

| Guadalajara |

| León |

| Mexiko-Stadt |

| 2 |

| Puebla |

| Toluca |

| 1 |

| Monterrey |

| Querétaro |

## Qualifikation
Siehe Hauptartikel: Qualifikation zur Fußball-Weltmeisterschaft 1986
Da Titelverteidiger Italien und Veranstalter Mexiko direkt qualifiziert waren und das WM-Turnier mit 24 Mannschaften ausgetragen wurde, standen für die verbleibenden 119 Mannschaften 22 freie Endrundenplätze zur Verfügung. Insgesamt nahmen 111 Mannschaften an der Qualifikation teil. Schottland setzte sich als schlechtester Gruppenzweiter der europäischen Zone gegen den Gewinner der ozeanischen Zone (Australien) durch. Für Dänemark, den Irak und Kanada war es die erste WM-Teilnahme.

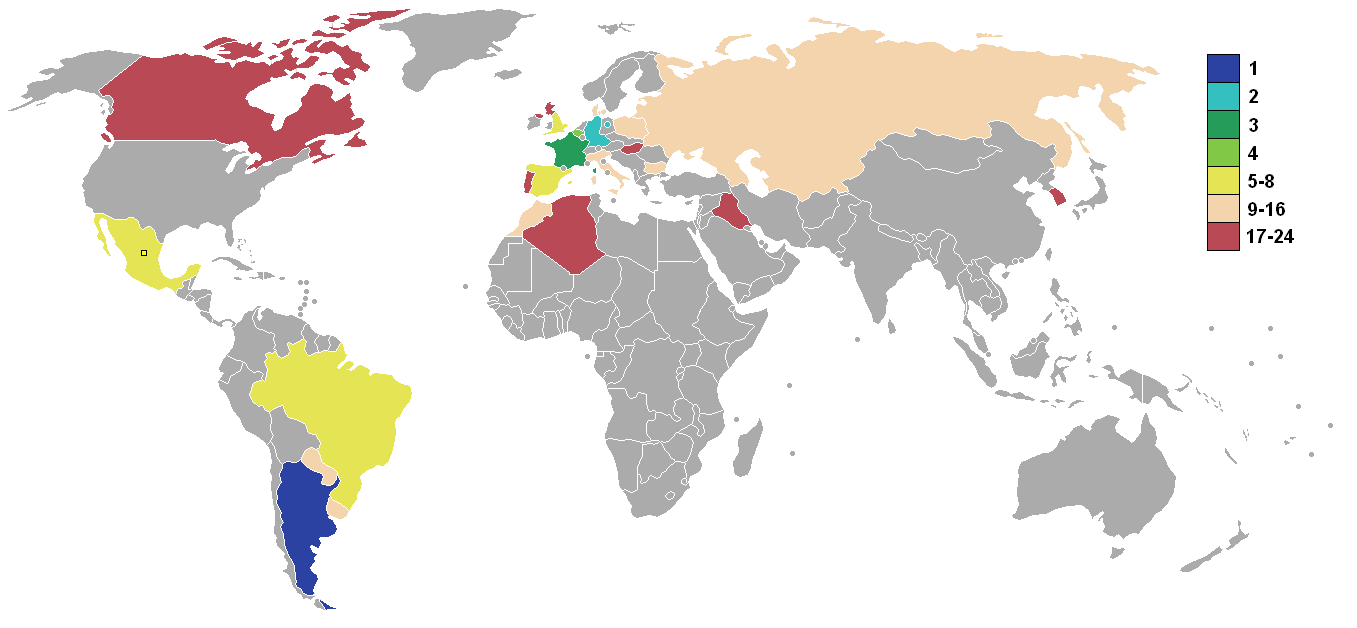
Weltkarte der Teilnehmer mit deren Platzierungen

| 14 aus Europa                              | Belgien     | Bulgarien | Dänemark   | BR Deutschland | England  |
|                                            | Frankreich  | Italien   | Nordirland | Polen          | Portugal |
|                                            | Sowjetunion | Spanien   | Schottland | Ungarn         |          |
| 4 aus Südamerika                           | Argentinien | Brasilien | Paraguay   | Uruguay        |          |
| 2 aus Nord-, Mittelamerika und der Karibik | Kanada      | Mexiko    |            |                |          |
| 2 aus Afrika                               | Algerien    | Marokko   |            |                |          |
| 2 aus Asien                                | Irak        | Südkorea  |            |                |          |

## Auslosung
Der Auslosungsmodus war umstritten; so wäre es möglich gewesen, dass Kanada in die gleiche Gruppe wie Mexiko hätte gelost werden können, so dass die beiden einzigen CONCACAF-Vertreter in einer Gruppe gespielt hätten. Es wäre sogar eine Gruppe mit vier europäischen Mannschaften möglich gewesen.
- gesetzte Gruppenköpfe: Italien • Mexiko • Frankreich • Brasilien • BR Deutschland • Polen
- Topf 1: Argentinien • Paraguay • Uruguay • England • Sowjetunion • Spanien
- Topf 2: Algerien • Marokko • Irak • Südkorea • Kanada • Dänemark
- Topf 3: Belgien • Bulgarien • Nordirland • Portugal • Schottland • Ungarn

Als erstes wurde ausgelost, aus welchem Topf gezogen werden sollte. Gelost wurde: Zuerst wurde aus Topf 3 gezogen, dann aus Topf 2 und zuletzt aus Topf 1.
 Die erste europäische Mannschaft, die aus Topf 1 gezogen wurde, wurde der Brasilien-Gruppe zugeordnet, der Rest wurde frei zugelost.
 Aus den Töpfen 2 und 3 wurden die Teams den sechs Gruppen völlig frei zugelost.
| Gruppe A    | Gruppe B | Gruppe C    | Gruppe D   | Gruppe E       | Gruppe F |
| ----------- | -------- | ----------- | ---------- | -------------- | -------- |
| Italien     | Mexiko   | Frankreich  | Brasilien  | BR Deutschland | Polen    |
| Bulgarien   | Belgien  | Kanada      | Spanien    | Uruguay        | Marokko  |
| Argentinien | Paraguay | Sowjetunion | Algerien   | Schottland     | Portugal |
| Südkorea    | Irak     | Ungarn      | Nordirland | Dänemark       | England  |

Für Informationen zu den einzelnen Gruppen und Kadern der Mannschaften auf den jeweiligen Link klicken.

## Regelwerk und Modus
Die Fußball-Weltmeisterschaft 1986 markierte eine bedeutende Änderung im Turniermodus mit einer Rückkehr zum Modus mit einer Endrunde, welche als Reaktion auf die Kritik am Format der WM 1982 eingeführt wurde. Diese Änderungen spiegelten die kontinuierlichen Bemühungen der FIFA wider, die optimale Balance zwischen Teilnehmerzahl, Spannung und Fairness zu finden.

### Historischer Kontext
Seit 1970 hatte die FIFA verschiedene Formatänderungen vorgenommen. Die Erweiterung auf 24 Teilnehmer für die WM 1982 durch FIFA-Präsident João Havelange führte zu einem komplexen Turniersystem mit einer zweiten Gruppenphase, das sich als problematisch erwies. Insbesondere die ungleiche Schwierigkeit der Zwischenrunden-Gruppen für Gruppensieger und -zweite der Vorrunde sowie der als weniger spannend empfundene Modus im Vergleich zu früheren K.o.-Runden führten zu Kritik. Für die WM 1986 kehrte die FIFA zum K.o.-System zurück, wie es zuletzt bei der ersten Weltmeisterschaft in Mexiko angewandt wurde. Die Herausforderung bestand darin, 24 Teams in dieses System zu integrieren, ohne die Gesamtzahl von 52 Spielen wie bei der vorangegangenen WM zu reduzieren.

### Vorrunde
Das Turnier begann mit einer Vorrunde im Punktsystem. Die 24 Teilnehmer wurden in sechs Gruppen mit je vier Mannschaften eingeteilt. In jeder Gruppe spielte jede Mannschaft einmal gegen jede andere. Für einen Sieg gab es zwei Punkte, für ein Unentschieden einen Punkt und für eine Niederlage keinen Punkt - im Gegensatz zum später eingeführten Drei-Punkte-System, das Siege stärker belohnen sollte.
Die beiden Erstplatzierten jeder Gruppe sowie die vier besten Drittplatzierten qualifizierten sich für das Achtelfinale. Diese Regelung, die erstmals bei einer Fußball-WM zum Einsatz kam, war notwendig, um auf die für das anschließende K.o.-System erforderliche Teilnehmerzahl von 16 Mannschaften zu kommen.
Bei Punktgleichheit innerhalb einer Gruppe wurde die Platzierung nach folgenden Kriterien ermittelt:
a) bessere Tordifferenz
b) höhere Anzahl erzielter Tore
c) Losentscheid
Die Ermittlung der vier besten Gruppendritten erfolgte nach denselben Kriterien wie bei Punktgleichheit innerhalb einer Gruppe. Dabei konkurrierten die sechs Gruppendritten untereinander um die vier verbleibenden Plätze im Achtelfinale.

### Achtelfinal-Zuteilung
Die Zuteilung der vier besten Gruppendritten zu ihren Achtelfinal-Gegnern erfolgte nach einem komplexen, von der FIFA festgelegten Zuordnungssystem. Dieses System definierte für jede der 15 möglichen Kombinationen, aus denen sich Drittplatzierte qualifizierten, eine festgelegte Zuordnung zu den Gruppensiegern A bis D. Die endgültige Zuteilung stand erst nach dem letzten Vorrundenspiel fest. Dieses System der besten Gruppendritten führte zu der kuriosen Situation, dass einige Teams nach ihrem letzten Gruppenspiel bis zu vier Tage warten mussten, bis sie erfuhren, ob sie weitergekommen waren und wo sie ihr nächstes Spiel bestreiten würden. Dies stellte besondere Herausforderungen an die Turnierlogistik und die Vorbereitung der betroffenen Mannschaften.
Die Paarungen mit den qualifizierten Gruppendritten für das Achtelfinale setzen sich wie folgt zusammen:
| Qualifizierte Gruppendritte | Qualifizierte Gruppendritte | Qualifizierte Gruppendritte | Qualifizierte Gruppendritte | Qualifizierte Gruppendritte | Qualifizierte Gruppendritte | Sieger Gruppe A vs | Sieger Gruppe B vs | Sieger Gruppe C vs | Sieger Gruppe D vs |
| --------------------------- | --------------------------- | --------------------------- | --------------------------- | --------------------------- | --------------------------- | ------------------ | ------------------ | ------------------ | ------------------ |
| A                           | B                           | C                           | D                           |                             |                             | C3                 | D3                 | A3                 | B3                 |
| A                           | B                           | C                           |                             | E                           |                             | C3                 | A3                 | B3                 | E3                 |
| A                           | B                           | C                           |                             |                             | F                           | C3                 | A3                 | B3                 | F3                 |
| A                           | B                           |                             | D                           | E                           |                             | D3                 | A3                 | B3                 | E3                 |
| A                           | B                           |                             | D                           |                             | F                           | D3                 | A3                 | B3                 | F3                 |
| A                           | B                           |                             |                             | E                           | F                           | E3                 | A3                 | B3                 | F3                 |
| A                           |                             | C                           | D                           | E                           |                             | C3                 | D3                 | A3                 | E3                 |
| A                           |                             | C                           | D                           |                             | F                           | C3                 | D3                 | A3                 | F3                 |
| A                           |                             | C                           |                             | E                           | F                           | C3                 | A3                 | F3                 | E3                 |
| A                           |                             |                             | D                           | E                           | F                           | D3                 | A3                 | F3                 | E3                 |
|                             | B                           | C                           | D                           | E                           |                             | C3                 | D3                 | B3                 | E3                 |
|                             | B                           | C                           | D                           |                             | F                           | C3                 | D3                 | B3                 | F3                 |
|                             | B                           | C                           |                             | E                           | F                           | E3                 | C3                 | B3                 | F3                 |
|                             | B                           |                             | D                           | E                           | F                           | E3                 | D3                 | B3                 | F3                 |
|                             |                             | C                           | D                           | E                           | F                           | C3                 | D3                 | F3                 | E3                 |

eingetretener Fall

### Finalrunde
Ab dem Achtelfinale wurde das Turnier im K.-o.-System ausgetragen. Bei unentschiedenem Stand nach 90 Minuten wurden die Spiele um 2 × 15 Minuten verlängert. War auch dann kein Sieger ermittelt, entschied ein Elfmeterschießen. Diese Regelung galt auch für das Spiel um den dritten Platz und das Finale.

### Neue Regeln und Besonderheiten
- Zeitgleiche Austragung der letzten Gruppenspiele: Um Wettbewerbsverzerrungen zu vermeiden, wurden die jeweils letzten beiden Spiele einer Gruppe zur gleichen Zeit angesetzt.[41] Die Regeleinführung war eine direkte Reaktion auf die sogenannte Schande von Gijon bei der WM 1982, als im letzten Gruppenspiel zwischen Deutschland und Österreich beide Mannschaften nach einem frühen deutschen Tor das Ergebnis nur noch verwalteten, da es beiden zum Weiterkommen reichte.
- Kaderregelung: Jeder Verband musste acht Tage vor Turnierbeginn einen Kader von 22 Spielern benennen. Diese Spieler erhielten feste Rückennummern, die sie während des gesamten Turniers beibehielten. Die frühere Praxis, 40 Tage vor der WM eine vorläufige Auswahl von 40 Spielern zu melden, entfiel.[42]
- Verwarnungen und Sperren: Alle Verwarnungen (Gelbe Karten) aus den WM-Qualifikationsspielen wurden gestrichen, um allen Teams einen gleichen Start zu ermöglichen. Platzverweise und daraus resultierende Sperren aus der Qualifikation blieben jedoch bestehen. Während des Turniers führten zwei Verwarnungen automatisch zu einer Sperre für das nächste Spiel. Bei Platzverweisen entschied die FIFA-Disziplinarkommission über Art und Dauer der Strafe.[43]
- Auswechselregelung: Pro Spiel durften weiterhin nur zwei Spieler ausgewechselt werden. Neu war jedoch, dass alle nicht eingesetzten Spieler auf der Ersatzbank Platz nehmen durften. In früheren Turnieren mussten sechs Spieler auf der Tribüne sitzen. Vor jedem Spiel mussten die fünf für einen möglichen Einsatz vorgesehenen Ersatzspieler benannt werden.[44]

Diese Änderungen am Modus und Regelwerk zielten darauf ab, die Attraktivität des Turniers zu steigern, Wettbewerbsverzerrungen zu vermeiden und eine faire Ausgangslage für alle Teams zu schaffen. Trotz der Verbesserungen blieb das Format nicht ohne Kritik. Die Qualifikation von Drittplatzierten für die K.o.-Runde wurde als mögliche Belohnung für Unterleistung gesehen. Zudem wurde bemängelt, dass in der zwei Wochen dauernden Gruppenphase nur acht von 24 Mannschaften ausschieden.

## Vorrunde

### Gruppe A
| Pl. | Land        | Sp. | S | U | N | Tore    | Diff. | Punkte |
| --- | ----------- | --- | - | - | - | ------- | ----- | ------ |
| 1.  | Argentinien | 3   | 2 | 1 | 0 | 006:200 | +4    | 05:10  |
| 2.  | Italien     | 3   | 1 | 2 | 0 | 005:400 | +1    | 04:20  |
| 3.  | Bulgarien   | 3   | 0 | 2 | 1 | 002:400 | −2    | 02:40  |
| 4.  | Südkorea    | 3   | 0 | 1 | 2 | 004:700 | −3    | 01:50  |

|                                                                              |   |             |           |
| 31. Mai 1986 um 12:00 Uhr (20:00 Uhr MESZ) in Mexiko-Stadt (Aztekenstadion)  |   |             |           |
| Bulgarien                                                                    | – | Italien     | 1:1 (0:1) |
| 2. Juni 1986 um 12:00 Uhr (20:00 Uhr MESZ) in Mexiko-Stadt (Olympiastadion)  |   |             |           |
| Argentinien                                                                  | – | Südkorea    | 3:1 (2:0) |
| 5. Juni 1986 um 12:00 Uhr (20:00 Uhr MESZ) in Puebla                         |   |             |           |
| Italien                                                                      | – | Argentinien | 1:1 (1:1) |
| 5. Juni 1986 um 16:00 Uhr (24:00 Uhr MESZ) in Mexiko-Stadt (Olympiastadion)  |   |             |           |
| Südkorea                                                                     | – | Bulgarien   | 1:1 (0:1) |
| 10. Juni 1986 um 12:00 Uhr (20:00 Uhr MESZ) in Puebla                        |   |             |           |
| Südkorea                                                                     | – | Italien     | 2:3 (0:1) |
| 10. Juni 1986 um 12:00 Uhr (20:00 Uhr MESZ) in Mexiko-Stadt (Olympiastadion) |   |             |           |
| Argentinien                                                                  | – | Bulgarien   | 2:0 (1:0) |

Die „Squadra Azzurra“ und Argentinien setzten sich, auch ohne zu ihrer jeweiligen Höchstform zu finden, erwartungsgemäß durch und Bulgarien wurde Gruppendritter. Als einer der vier besten Dritten erreichten die Osteuropäer ebenfalls die nächste Runde. Das Unentschieden im Eröffnungsspiel zwischen Titelverteidiger Italien und den Bulgaren blieb die einzige Überraschung in der Gruppe A.
In einer größtenteils ereignislosen Halbzeit gelang in der 43. Minute des ersten Spiels des Turniers Alessandro Altobelli der Führungstreffer für Italien. In Folge eines indirekten Freistoßes konnte dieser unbedrängt per Direktabnahme einschießen. In der zweiten Halbzeit war Italien die klar überlegene Mannschaft. Die „Squadra Azzurra“ erspielte sich eine Vielzahl an Torchancen, konnte diese aber nicht in Tore ummünzen. Entgegen dem Spielverlauf fand in der Schlussphase der Partie eine Halbfeldflanke von Radoslaw Zdrawkow mit Nasko Sirakow einen Abnehmer, der den Ball aus 12 Metern zum 1:1-Endstand ins Tor köpfte.
Argentinien ging in seiner ersten Partie bereits nach sechs Minuten mit der ersten Torchance in Führung, als Jorge Valdano in Folge eines Freistoßes mit einem Spannschuss Torwart Oh Yun-kyo überwand. Die Südamerikaner erspielten sich in der Folgezeit ein klares Chancenplus. Zwölf Minuten später erhöhte Oscar Ruggeri per Kopf nach einem indirekten Freistoß auf 2:0, nachdem kurz zuvor Jorge Burruchaga aus 23 Metern nur den Pfosten getroffen hatte. Die Argentinier agierten daraufhin defensiver, woraufhin die Südkoreaner an Raum gewannen. Dadurch fanden diese besser ins Spiel und kamen vor dem Halbzeitpfiff zu vereinzelten Torabschlüssen. Nach dem Seitenwechsel dauerte es aber nicht einmal eine Minute, bis Valdano das 3:0 erzielte. Wie schon bei den zwei vorangegangenen Toren bereitete Diego Maradona, der sich anders als vier Jahre zuvor trotz vieler gegnerischer Fouls seinerseits nicht zu unfairen Aktionen verleiten ließ, auch dieses vor. Südkoreas Kapitän Park Chang-sun erzielte schließlich in der 73. Minute aus 26 Metern den 3:1-Endstand, nachdem seine Mannschaft in den Minuten zuvor den Druck auf das gegnerische Tor erhöht hatte.
Im strömenden Dauerregen vom Mexiko-Stadt trennten sich die favorisierten Bulgaren und die Mannschaft Südkoreas 1:1. In einem Spiel, welches von den äußeren Bedingungen stark an die „Wasserschlacht von Frankfurt“ 1974 erinnerte, gingen die Bulgaren nach elf Minuten in Führung. Von der Strafraumgrenze hob Plamen Getow den Ball gefühlvoll über die koreanische Abwehr und den herausgeeilten Torwart Oh Yun-kyo, der zuvor eine Flanke nur unzureichend hatte klären können. Bei sich stetig verschlechternden Platzverhältnissen gelang den aufgrund ihrer Schnelligkeit leicht im Vorteil befindlichen Südkoreanern schließlich in der 70. Minute der Ausgleich. Kim Jong-boo konnte in Folge eines indirekten Freistoßes den Ball mit der Brust im Strafraum annehmen und ihn vorbei am bulgarischen Torhüter Borislaw Michajlow ins Tor befördern.
In der Neuauflage des entscheidenden Zweitrundenspiels vier Jahre zuvor traf Italien in seiner zweiten Partie auf Argentinien. Altobelli gelang erneut der Führungstreffer, diesmal nach bereits sechs Minuten in Folge eines kontroversen Handelfmeters. Argentinien übernahm anschließend die Kontrolle über das Spiel und kam in der 34. Minute verdient zum Ausgleich. Jorge Valdano bediente Diego Maradona, der über weite Strecken gut von seinem Mannschaftskollegen von der SSC Neapel Salvatore Bagni in Schach gehalten wurde, mittels eines Steilpasses, der daraufhin Italiens Torhüter Giovanni Galli aus spitzem Winkel überwand. Beide Mannschaften gingen daraufhin nicht mehr volles Risiko und konzentrierten sich offensiv überwiegend auf Konter und Standardsituationen. Italiens Bruno Conti hatte die beste Chance in einer von Fouls geprägten zweiten Halbzeit. Der Italiener traf mit seinem Flachschuss aus 16 Metern allerdings nur den Pfosten.
In seinem letzten Gruppenspiel gegen Südkorea, das erstmals wieder seit 1954 an einer Weltmeisterschaft teilnahm, erspielte sich der Titelverteidiger in der ersten Viertelstunde ein klares Chancenplus. Alessandro Altobelli eröffnete in der 17. Minute den Torreigen, als er eine Flanke sieben Meter vor dem Tor mit der Brust annehmen und anschließend nach einem vorgetäuschten Schuss den bereits abgetauchten Torhüter Oh Yun-kyo mit einem Heber überwinden konnte. Der Torschütze war es auch, der in der 26. Minute einen Foulelfmeter an den Pfosten setzte. Dem Südkoreaner Choi Soon-ho gelang in der 62. Minute der zu diesem Zeitpunkt überraschende Ausgleich durch einen sehenswerten Distanzschuss aus 18 Metern, was bedeutete, dass auch im dritten Spiel Italien nach einer Führung den Ausgleich hinnehmen musste. Die „Squadra Azzurra“ schaltete daraufhin wieder einen Gang höher und ging erneut durch Altobellis vierten und letzten Turniertreffer elf Minuten später erneut in Führung, als dieser in Folge eines indirekt ausgeführten Freistoßes schneller reagierte als seine zwei Gegenspieler. Für die Vorentscheidung sorgte Cho Kwang-rae, der in der 82. Minute eine Hereingabe nicht klären konnte und den Ball mit der Hand ins eigene Netz beförderte. Zwei Minuten vor dem Schlusspfiff gelang Huh Jung-moo noch der Anschlusstreffer.
Das abschließende Gruppenspiel gewann Argentinien in einem enttäuschenden Spiel gegen harmlose Bulgaren mit 2:0. Jorge Valdano brachte die „Albicelese“ bereits in der 3. Minute per Kopf in Führung. José Luis Cuciuffo setzte in Folge eines Ballverlustes erfolgreich nach und bediente dann den am hinteren Pfosten lauernden Valdano. Die Entscheidung fiel in der 76. Minute, als Maradona sich auf der linken Seite durchsetzen konnte und auf den frei stehenden Burruchaga flankte. Die Bulgaren konnten nur durch vereinzelte Weitschüsse offensiv auf sich aufmerksam machen und blieben am Ende ohne einen einzigen Schuss auf das gegnerische Tor.

### Gruppe B
| Pl. | Land     | Sp. | S | U | N | Tore    | Diff. | Punkte |
| --- | -------- | --- | - | - | - | ------- | ----- | ------ |
| 1.  | Mexiko   | 3   | 2 | 1 | 0 | 004:200 | +2    | 05:10  |
| 2.  | Paraguay | 3   | 1 | 2 | 0 | 004:300 | +1    | 04:20  |
| 3.  | Belgien  | 3   | 1 | 1 | 1 | 005:500 | ±0    | 03:30  |
| 4.  | Irak     | 3   | 0 | 0 | 3 | 001:400 | −3    | 0:60   |

|                                                                              |   |          |           |
| 3. Juni 1986 um 12:00 Uhr (20:00 Uhr MESZ) in Mexiko-Stadt (Aztekenstadion)  |   |          |           |
| Belgien                                                                      | – | Mexiko   | 1:2 (1:2) |
| 4. Juni 1986 um 12:00 Uhr (20:00 Uhr MESZ) in Toluca                         |   |          |           |
| Paraguay                                                                     | – | Irak     | 1:0 (1:0) |
| 7. Juni 1986 um 12:00 Uhr (20:00 Uhr MESZ) in Mexiko-Stadt (Aztekenstadion)  |   |          |           |
| Mexiko                                                                       | – | Paraguay | 1:1 (1:0) |
| 8. Juni 1986 um 12:00 Uhr (20:00 Uhr MESZ) in Toluca                         |   |          |           |
| Irak                                                                         | – | Belgien  | 1:2 (0:2) |
| 11. Juni 1986 um 12:00 Uhr (20:00 Uhr MESZ) in Mexiko-Stadt (Aztekenstadion) |   |          |           |
| Irak                                                                         | – | Mexiko   | 0:1 (0:0) |
| 11. Juni 1986 um 12:00 Uhr (20:00 Uhr MESZ) in Toluca                        |   |          |           |
| Paraguay                                                                     | – | Belgien  | 2:2 (0:1) |

In Gruppe B wurde Gastgeber Mexiko Erster, ohne dabei spielerisch zu überzeugen. Ein besonderer Fokus in ihrer eineinhalbjährigen Vorbereitungszeit lag für die Lateinamerikaner auf Standardsituationen, was sich im ersten Spiel auszahlte.
Kapitän Tomás Boy bereitete vor 114.000 Zuschauern im ersten Spiel Mexikos zunächst das 1:0 per Freistoß, später dann das 2:0 per Ecke vor. Nach einem weiten Einwurf von Eric Gerets gelang dem belgischen Stürmer Erwin Vandenbergh dann der Anschlusstreffer. Mexiko verteidigte seine Führung mit teils harten Fouls und profitierte hierbei auch von der großzügigen Spielleitung des argentinischen Schiedsrichters Carlos Espósito.
Im zweiten Gruppenspiel trafen die erstmals für eine Weltmeisterschaftsendrunde qualifizierten Iraker und Paraguay aufeinander. Nachdem die Südamerikaner durch einen erfolgreichen Heber ihres Starspielers Cesar „Romerito“ Romero über den gegnerischen Torhüter in Führung gingen, glich der Irak vermeintlich aus. Ein Kopfballtor des „irakischen Platini“ Ahmed Radhi zählte jedoch nicht, da der Unparteiische Edwin Picon-Ackong inmitten des Angriffs zur Pause pfiff.
Es folgte ein 1:1-Unentschieden Mexikos gegen Paraguay, wobei die Gastgeber im erstmals ausverkauften Aztekenstadion in letzter Minute einen umstrittenen Elfmeter zugesprochen bekamen. Diesen vergab Real Madrids Hugo „Hugoool“ Sánchez, der zuvor bereits mittels einer Schwalbe im Strafraum erfolglos versucht hatte, einen Strafstoß herauszuholen. Paraguays Keeper Roberto Fernández sagte nach einer Partie, in der es fünf gelbe Karten und 80 Freistöße gab: „Ich wusste, dass Sánchez immer in die linke Ecke schießt, weil ich ihn tausendmal auf Videobändern studiert habe.“
Sowohl Belgien wie auch der Irak standen mit jeweils 0:2 Punkten schon am 2. Gruppenspieltag unter Zugzwang. Beim Stand von 2:0 für die Belgier, denen beispielsweise der beste Torschütze Vandenbergh mit einer Meniskusverletzung fehlte, schien die Vorentscheidung gefallen, als der Iraker Basil Gorgis mit Rot vom Platz gestellt wurde. Die zuvor ausgesprochene Verwarnung des Schiedsrichters hatte Gorgis nicht respektieren wollen und hämisch beklatscht. In Unterzahl erzielten die Vorderasiaten dann in Person von Ahmed Radhi noch aus 16 Metern den Anschluss- und gleichzeitig ihren ersten WM-Treffer. Weitere Tore wurden nur durch den starken Schlussmann Jean-Marie Pfaff verhindert.
In seinem abschließenden Gruppenspiel traf Mexiko ohne den wegen zweier gelber Karten gesperrten Sánchez auf den weiterhin sieglosen Irak. Trotz einer erneut guten Leistung des WM-Neulings gewann der Gastgeber die Partie knapp mit 1:0, was angesichts des damit verbundenen Einzugs in die nächste Runde an sich sowohl die Fans wie auch die heimische Presse hätte gnädig stimmen müssen. Doch Sánchez, der innerhalb der Mannschaft umstritten war (beispielsweise sagte sein Mitspieler Manuel Negrete Arias vor dem Spiel: „Wir haben uns 18 Monate lang ohne Hugo auf dieses Turnier vorbereitet. Jetzt können wir wieder auf unsere Taktik aus den Testspielen zurückgreifen.“), war auf der anschließenden Pressekonferenz das bestimmende Thema. Mexikos jugoslawischer Trainer Bora Milutinović zeigte sich mit den Worten „Mexiko ist doch nicht nur Hugo Sánchez! Warum wird über einen einzigen mehr geschrieben als über die gesamte Mannschaft?“ betroffen über diese Reaktionen nach dem Gruppensieg, nachdem er allerdings auch resümiert hatte: „Ich weiß noch nicht, ob Sánchez im nächsten Spiel wieder dabei ist, immerhin haben wir ohne ihn unser stärkstes WM-Spiel geboten!“.
Aufgrund interner Differenzen in der belgischen Mannschaft nahm Trainer Guy Thys vor dem letzten Gruppenspiel gegen Paraguay sechs Änderungen in der Startformation vor und berücksichtigte so beispielsweise Franky Van der Elst oder Philippe Desmet nicht, wohingegen Eric Gerets verletzungsbedingt fehlte. Zusätzlich ordnete Thys an, dass die Schlüsselspieler René Vandereycken und Erwin Vandenbergh vorzeitig die Heimreise anzutreten hätten. Dieser Schritt bedeutete einen Weckruf für die Belgier, der zwar zunächst zu Abstimmungsproblemen in der Abwehr führte, mittelfristig aber den Zusammenhalt im Kader förderte. Die Partie gegen Paraguay endete mit einem 2:2-Unentschieden und gilt als eines der besten Spiele der Vorrunde. Zusätzlich zu den vier Toren traf Paraguays Mittelfeldspieler Jorge Amado Nunes nur den Pfosten und ein direkter Freistoßtreffer von Enzo Scifo wurde vom Schiedsrichtergespann zu Unrecht nicht anerkannt. Beide Teams kamen ins Achtelfinale, hätten dieses aber auch jeweils mit einer knappen Niederlage erreichen können.

### Gruppe C
| Pl. | Land        | Sp. | S | U | N | Tore    | Diff. | Punkte |
| --- | ----------- | --- | - | - | - | ------- | ----- | ------ |
| 1.  | Sowjetunion | 3   | 2 | 1 | 0 | 009:100 | +8    | 05:10  |
| 2.  | Frankreich  | 3   | 2 | 1 | 0 | 005:100 | +4    | 05:10  |
| 3.  | Ungarn      | 3   | 1 | 0 | 2 | 002:900 | −7    | 02:40  |
| 4.  | Kanada      | 3   | 0 | 0 | 3 | 000:500 | −5    | 0:60   |

|                                                        |   |            |           |
| 1. Juni 1986 um 16:00 Uhr (24:00 Uhr MESZ) in León     |   |            |           |
| Kanada                                                 | – | Frankreich | 0:1 (0:0) |
| 2. Juni 1986 um 12:00 Uhr (20:00 Uhr MESZ) in Irapuato |   |            |           |
| UdSSR                                                  | – | Ungarn     | 6:0 (3:0) |
| 5. Juni 1986 um 12:00 Uhr (20:00 Uhr MESZ) in León     |   |            |           |
| Frankreich                                             | – | UdSSR      | 1:1 (0:0) |
| 6. Juni 1986 um 12:00 Uhr (20:00 Uhr MESZ) in Irapuato |   |            |           |
| Ungarn                                                 | – | Kanada     | 2:0 (1:0) |
| 9. Juni 1986 um 12:00 Uhr (20:00 Uhr MESZ) in León     |   |            |           |
| Frankreich                                             | – | Ungarn     | 3:0 (1:0) |
| 9. Juni 1986 um 12:00 Uhr (20:00 Uhr MESZ) in Irapuato |   |            |           |
| UdSSR                                                  | – | Kanada     | 2:0 (0:0) |

In Gruppe C galt der amtierende Europameister Frankreich um seinen Starspieler Michel Platini als Favorit. Platini plagte jedoch über die gesamte Dauer des Turniers eine Sehnenentzündung im linken Fuß, aufgrund derer er stetig erhöhte Dosen an Entzündungshemmern zu sich nahm, welche ihn aber nur noch mehr schwächten.
Der Turnierstart gegen den WM-Debütanten und krassen Außenseiter Kanada verlief für die Franzosen wenig überzeugend. Bis zur 79. Minute mussten die Anhänger der „Équipe tricolore“ warten, bis Jean-Pierre Papin zum erlösenden 1:0-Endstand traf, nachdem dieser mehrere Torchancen ungenutzt gelassen hatte. Im kanadischen Team standen Topstürmer Branko Segota und Stammtorhüter Tino Lettieri nicht in der Startformation, da beide fünf Tage vor WM-Beginn noch im entscheidenden Play-off-Finale der US-amerikanischen Hallenfußballliga MSL für ihren Verein, die San Diego Sockers, gespielt hatten.
Die Vorbereitungsphasen der Sowjetunion und der Ungarn liefen alles andere als optimal. Nach einer Reihe von Testspielniederlagen, unter anderem gegen den damaligen Bundesliga-Absteiger 1. FC Saarbrücken, entließ der sowjetische Fußballverband Trainer Eduard Malofejew gerade einmal 16 Tage vor Turnierbeginn. An seine Stelle trat Walerij Lobanowskyj, der zwei Wochen vor Amtsantritt mit Dynamo Kiew in überzeugender Weise den Europapokal der Pokalsieger gewonnen hatte. Er baute daraufhin auch den vorläufigen Kader komplett um und nominierte insgesamt zwölf Spieler seiner Vereinsmannschaft. Bei den Ungarn verletzten sich drei Schlüsselspieler, unter ihnen Stürmer Tibor Nyilasi, der beste ungarische Spieler des letzten Jahrzehnts.
Obwohl oder wegen der Ausgangslage lieferte die Mannschaft der Sowjetunion gleich in ihrer Eröffnungspartie die vielleicht beste Leistung aller Mannschaften bei diesem Turnier ab. Die Sowjets gewannen in beeindruckender Weise gegen die Ungarn, die vom ehemaligen argentinischen Nationaltrainer César Luis Menotti zum WM-Favoriten erkoren worden waren, mit 6:0. Zusätzlich zu den sechs Treffern vergab die Mannschaft Lobanowskyjs sieben weitere hochkarätige Torchancen, darunter einen verschossenen Foulelfmeter durch den eingewechselten Wadym Jewtuschenko. Lobanowskyj setzte auf eine klare Blockbildung und brachte gleich acht Spieler aus der Dynamo-Mannschaft von Beginn an. Ein wiederkehrendes Muster des Spiels waren einfache Ballgewinne der Sowjets in zentraler Position im Mittelfeld, die dann aufgrund ihrer Eingespieltheit, ihrer technischen Überlegenheit und des schnellen Umschaltspiels rasch zu gefährlichen Gegenangriffen und zu zahlreichen 1-gegen-1-Situationen mit dem ungarischen Torhüter Péter Disztl führten. Maßgeblich verantwortlich für die Niederlage war außerdem der ungarische Trainer György Mezey, der nach den zwei frühen Gegentreffern bereits nach 13 Minuten den Mittelfeldspieler Győző Burcsa für Verteidiger Antal Róth brachte und somit seine Abwehr noch weiter schwächte.
In einer hochklassigen Partie trennten sich Frankreich und die Sowjetunion unentschieden. Die Sowjets dominierten zunächst das Spiel, aber nach gut 20 Minuten fand Frankreich besser ins Spiel. Folgerichtig hatte auch Frankreich die größte Chance in der ersten Halbzeit durch Michel Platini, der mittels eines direkten Freistoßes aus knapp 30 Metern den Pfosten traf. Acht Minuten nach der Pause nahm Wassili Raz genauer Maß und traf mit einem sehenswerten Distanzschuss aus 30 Metern ins rechte obere Eck. Die Franzosen glichen in der 63. Minute zum 1:1-Endstand aus. Alain Giresse bediente mit einem gefühlvollen Heber den aus der Tiefe herangeeilten Luis Fernández, der den Ball auf Höhe des Elfmeterpunktes kurz annehmen und am sowjetischen Torhüter Rinat Dassajew vorbei ins Tor schieben konnte. Dassajew war es auch, der kurze Zeit später eine Niederlage mit einer sehenswerten Fußabwehr in Folge eines Flugkopfballs von Jean-Pierre Papin aus kurzer Distanz verhinderte.
Der Treffer von Márton Esterházy nach bereits zwei Minuten blieb das einzige hervorzuhebende Vorkommnis in einer ansonsten ereignislosen ersten Halbzeit in der Partie zwischen Ungarn und Kanada, was dazu führte, dass die anwesenden 13.800 Zuschauer, die bei diesen Weltmeisterschaften den negativen Höhepunkt bilden sollten, beide Mannschaften mit einem Pfeifkonzert in die Halbzeit schickten. Auch in der zweiten Hälfte fiel es den Ungarn zunächst schwer, sich Chancen zu erspielen. Im Gegensatz dazu kamen die Kanadier zu zahlreichen Torabschlüssen, allerdings ohne den nötigen Erfolg. Entgegen dem bisherigen Spielverlauf traf in der 75. Minute der Ungar Lajos Détári zum 2:0-Endstand, als dieser eine weit aufgerückte Defensive der Kanadier in Folge eines Konters bestrafte, nachdem zunächst Torhüter Tino Lettieri gegen József Kiprich hatte klären können. György Bognár hatte wenige Minuten später die Chance, auf 3:0 zu erhöhen, traf aber mit seinem Heber aus spitzem Winkel nur den Innenpfosten. Fünf Minuten vor dem Ende sah der erst kurz vor der Pause eingewechselte Mike Sweeney als Folge eines taktischen Fouls die rote Karte, nachdem er schon in der 52. Minute Gelb gesehen hatte.
In seinem dritten Gruppenspiel besiegte Frankreich die erneut enttäuschenden Ungarn mit 3:0. Trainer Mezey nahm bei den Ungarn sechs Änderungen in der Anfangsformation vor und versuchte, mit Ballbesitzspiel zum Erfolg zu kommen. Dies führte zunächst zu einer optischen Überlegenheit, sollte aber zu keinem Tor führen. Die „Équipe tricolore“ konzentrierte sich hingegen aufs Kontern, was schließlich nach einer halben Stunde zum Führungstor führte. Eine Flanke von William Ayache fand am langen Pfosten den alleinstehenden Yannick Stopyra, der den Ball ins Tor köpfte. Zu Beginn der zweiten Halbzeit kamen die Ungarn beinahe zum Ausgleich. In einer ihren wenigen klaren Torchancen während des gesamten Spiels traf Lajos Détári aus 15 Metern aber nur die Unterkante der Latte, woraufhin der Ball kurz vor der Torlinie auf- und zurück ins Spielfeld sprang. In der 62. Minute ging Frankreich mit 2:0 in Führung, als Jean Tigana nach einem Doppelpass mit dem gerade eingewechselten Dominique Rocheteau den ungarischen Torhüter in der kurzen Ecke überwand. Dieses Tor sollte das einzige Tor in Tiganas 52 Spiele umfassender Nationalmannschaftskarriere bleiben. Der dritte Treffer fiel sechs Minuten vor Schluss, als ein langer Abschlag von Joël Bats Michel Platini fand. Dieser legte quer auf den frei stehenden Rocheteau, der den Ball nur noch einzuschieben brauchte. Wie schon in ihrem Auftaktmatch konnten sich die Ungarn glücklich schätzen, dass ihr Gegner zahlreiche Chancen liegen ließ und das Resultat am Ende nicht doppelt so hoch ausfiel. György Mezey dankte nach den unbefriedigenden Leistungen seines Teams als Nationaltrainer ab, seine Ablösung war jedoch bereits vor Turnierstart beschlossen gewesen.
Mit der Ausnahme von Oleh Kusnezow und Sjarhej Alejnikau schonte Lobanowskyj seine Stammelf im letzten Spiel der Gruppe C. Die Sowjets kamen zu einem ungefährdeten 2:0-Sieg gegen Kanada und zogen aufgrund der besseren Tordifferenz als Gruppenerster vor den Franzosen ins Achtelfinale ein. Damit blieb Kanada die einzige Mannschaft in diesem Turnier ohne Torerfolg, im Anschluss an das Ausscheiden dankte Nationaltrainer Tony Waiters ab.

### Gruppe D
| Pl. | Land       | Sp. | S | U | N | Tore    | Diff. | Punkte |
| --- | ---------- | --- | - | - | - | ------- | ----- | ------ |
| 1.  | Brasilien  | 3   | 3 | 0 | 0 | 005:000 | +5    | 06:0   |
| 2.  | Spanien    | 3   | 2 | 0 | 1 | 005:200 | +3    | 04:20  |
| 3.  | Nordirland | 3   | 0 | 1 | 2 | 002:600 | −4    | 01:50  |
| 4.  | Algerien   | 3   | 0 | 1 | 2 | 001:500 | −4    | 01:50  |

|                                                                              |   |            |           |
| 1. Juni 1986 um 12:00 Uhr (20:00 Uhr MESZ) in Guadalajara (Estadio Jalisco)  |   |            |           |
| Spanien                                                                      | – | Brasilien  | 0:1 (0:0) |
| 3. Juni 1986 um 12:00 Uhr (20:00 Uhr MESZ) in Guadalajara (Tres de Marzo)    |   |            |           |
| Algerien                                                                     | – | Nordirland | 1:1 (0:1) |
| 6. Juni 1986 um 12:00 Uhr (20:00 Uhr MESZ) in Guadalajara (Estadio Jalisco)  |   |            |           |
| Brasilien                                                                    | – | Algerien   | 1:0 (0:0) |
| 7. Juni 1986 um 12:00 Uhr (20:00 Uhr MESZ) in Guadalajara (Tres de Marzo)    |   |            |           |
| Nordirland                                                                   | – | Spanien    | 1:2 (0:2) |
| 12. Juni 1986 um 12:00 Uhr (20:00 Uhr MESZ) in Guadalajara (Estadio Jalisco) |   |            |           |
| Nordirland                                                                   | – | Brasilien  | 0:3 (0:2) |
| 12. Juni 1986 um 12:00 Uhr (20:00 Uhr MESZ) in Monterrey (Tecnológico)       |   |            |           |
| Algerien                                                                     | – | Spanien    | 0:3 (0:1) |

Brasilien reiste mit einem ersatzgeschwächten Kader nach Mexiko.
Toninho Cerezo, Dirceu und Carlos Mozer fielen verletzungsbedingt aus. Renato Gaúcho und Éder Aleixo wurden aufgrund disziplinarischer Gründe nicht nominiert. Leandro verzichtete aus Loyalität zu Renato Gaúcho auf seine Nominierung. Falcão und Sócrates suchten wegen lang andauernder Verletzungen nach ihrer Form und Zico fiel aufgrund einer andauernden Knieverletzung für einen Großteil der Vorrunde aus. Trotz dieser Schwächungen galt die „Seleção“ bei den Londoner Buchmachern als Topfavorit auf den Titel. Obwohl die Brasilianer alle drei Gruppenspiele gewannen und als einzige Mannschaft in der Vorrunde ohne Gegentor blieben, konnten sie ihre Fans nicht vollends überzeugen.
In seiner Eröffnungspartie traf der dreimalige Weltmeister Brasilien auf die Spanier, die ebenfalls ersatzgeschwächt antraten. Pünktlich zum ersten Spiel suchte eine Durchfallerkrankung, auch scherzhaft als „Montezumas Rache“ bezeichnet, die halbe Mannschaft heim. Davon betroffen waren unter anderem Ramón Calderé und Ricardo Gallego. In der Partie profitierten die Brasilianer unter anderem davon, dass den Iberern ein klarer Treffer nicht anerkannt wurde. In der 53. Minute traf Míchel nach einem Eckball mit einem Schuss aus etwa 18 Metern die Unterkante der Torlatte. Ähnlich wie beim „Wembley-Tor“ kam der Ball auf dem Boden auf und sprang zurück ins Spielfeld. Der australische Schiedsrichter Chris Bambridge erkannte das Tor nicht an, obwohl TV-Bilder und Fotos später zeigten, dass der Ball mit vollem Umfang hinter der Torlinie war. Der spielentscheidende Treffer gelang Brasilien in der 61. Minute. Careca traf mit einem Schuss aus 15 Metern ebenfalls die Unterkante der Torlatte. Der Ball kam vor der Torlinie auf und wurde anschließend von dem zum Zeitpunkt des Schusses im Abseits stehenden Sócrates unbedrängt ins Tor geköpft.
Die Nordiren gingen in ihrer Partie gegen Algerien früh durch einen abgefälschten Freistoß von Norman Whiteside aus 18 Metern in Führung. In der zweiten Halbzeit versuchten es die Algerier vermehrt mit langen Bällen und brachten so die Defensive des Gegners mehrfach in Bedrängnis. In der 72. Minute glich Djamel Zidane ebenfalls mit einem Freistoß für sein Land aus. Dieses Unentschieden, das bestimmt war von vielen Fouls auf beiden Seiten und einer Gehirnerschütterung des algerischen Stürmers Rabah Madjer, sollte der einzige Punktgewinn für beide Teams bleiben.
In der ersten Halbzeit im zweiten Gruppenspiel gegen Algerien erarbeitete sich die „Seleção“ zahlreiche Torchancen, scheiterte aber entweder an dem ausgezeichneten Torhüter Nacerdine Drid oder an der Latte. Dies sollte sich beinahe rächen, da die Algerier nach dem Seitenwechsel offensiv mutiger agierten und sich so mehrere Torchancen erspielten. Der einzige Treffer des Spiels fiel Mitte der zweiten Halbzeit in Folge eines Fehlers des 19-jährigen Kamel Kaci-Saïd. Während dieser in Ballbesitz war, nahm ihm der hinter ihm wartende Brasilianer Careca den Ball ab und traf aus kurzer Distanz zum 1:0. Somit waren die Brasilianer als erste Mannschaft schon für die nächste Runde qualifiziert.
Die spanische Mannschaft ging in ihrem zweiten Spiel gegen Nordirland schon nach 62 Sekunden in Führung, als Míchel per Steilpass Emilio Butragueño bediente und dieser den Ball am nordirischen Torhüter Jennings vorbei ins Tor schlenzte. Während der wieder genesene Ricardo Gallego auf dem Feld stand, war das Turnier für Libero Antonio Maceda vorzeitig beendet, nachdem gegen Brasilien eine alte Knieverletzung wieder aufgebrochen war. Julio Salinas erhöhte knapp eine Viertelstunde später auf 2:0 nach einer verunglückten Klärungsaktion des irischen Kapitäns Sammy McIlroy. Kurz nach der Halbzeit verkürzte Colin Clarke zum 2:1-Endstand nach einer slapstickartigen Fehlerserie, verursacht durch den spanischen Torhüter Andoni Zubizarreta und Mittelfeldspieler Gallego.
Die Brasilianer dominierten in ihrer abschließenden Begegnung gegen Nordirland das Spiel trotz zahlenmäßiger Überlegenheit des Gegners im Mittelfeld von der ersten Minute an. Die „Seleção“, bei der Zico wieder auf den Platz zurückkehrte und ein Tor mit der Hacke vorbereitete, ließ Ball und Gegner laufen und kam zu einem ungefährdeten 3:0-Sieg gegen die mit drei Stürmern spielenden Nordiren. Bei der Niederlage stand der nordirische Torwart Pat Jennings das letzte Mal zwischen den Pfosten. Nach 23 Profijahren und über 1.200 Ligaspielen in England trat er an seinem 41. Geburtstag vom Profifußball zurück. Jennings stellte damit einen zwischenzeitlichen Rekord für den ältesten WM-Teilnehmer aller Zeiten auf.
Im letzten Gruppenspiel kam Spanien zu einem nie gefährdeten 3:0-Sieg gegen Algerien. Nach dem Spiel stellte sich bei der Dopingkontrolle heraus, dass Tage zuvor der zweifache Torschütze Ramón Calderé aufgrund seiner Durchfallerkrankung mit einem Antibiotikum behandelt worden war, in dem das auf der Dopingliste aufgeführte Aufputschmittel Ephedrin enthalten war. Calderé entging jedoch einer Strafe. Bestimmt wurde die Begegnung auch durch das harte Spiel der Algerier, die aufgrund des bereits sicheren Weiterkommens des Rivalen Marokko unbedingt gewinnen wollten. Darüber hinaus musste Algeriens Torhüter Nacerdine Drid bewusstlos vom Platz getragen und in eine Klinik verbracht werden.

### Gruppe E
| Pl. | Land           | Sp. | S | U | N | Tore    | Diff. | Punkte |
| --- | -------------- | --- | - | - | - | ------- | ----- | ------ |
| 1.  | Dänemark       | 3   | 3 | 0 | 0 | 009:100 | +8    | 06:0   |
| 2.  | BR Deutschland | 3   | 1 | 1 | 1 | 003:400 | −1    | 03:30  |
| 3.  | Uruguay        | 3   | 0 | 2 | 1 | 002:700 | −5    | 02:40  |
| 4.  | Schottland     | 3   | 0 | 1 | 2 | 001:300 | −2    | 01:50  |

|                                                               |   |                |           |
| 4. Juni 1986 um 12:00 Uhr (20:00 Uhr MESZ) in Querétaro       |   |                |           |
| Uruguay                                                       | – | BR Deutschland | 1:1 (1:0) |
| 4. Juni 1986 um 16:00 Uhr (24:00 Uhr MESZ) in Nezahualcóyotl  |   |                |           |
| Schottland                                                    | – | Dänemark       | 0:1 (0:0) |
| 8. Juni 1986 um 12:00 Uhr (20:00 Uhr MESZ) in Querétaro       |   |                |           |
| BR Deutschland                                                | – | Schottland     | 2:1 (1:1) |
| 8. Juni 1986 um 16:00 Uhr (24:00 Uhr MESZ) in Nezahualcóyotl  |   |                |           |
| Dänemark                                                      | – | Uruguay        | 6:1 (2:1) |
| 13. Juni 1986 um 12:00 Uhr (20:00 Uhr MESZ) in Querétaro      |   |                |           |
| Dänemark                                                      | – | BR Deutschland | 2:0 (1:0) |
| 13. Juni 1986 um 12:00 Uhr (20:00 Uhr MESZ) in Nezahualcóyotl |   |                |           |
| Schottland                                                    | – | Uruguay        | 0:0       |

In Gruppe E spielte die deutsche Elf in der sogenannten „Todesgruppe“. Uruguays Trainer Omar Borrás beschrieb so nach der Auslosung die Gruppe und machte damit den Ausdruck international bekannt. Die Ziehung sah vor, dass der amtierende Vizeweltmeister Deutschland auf den zweifachen Weltmeister und amtierenden Südamerikameister Uruguay, den Europameisterschafts-Halbfinalisten Dänemark sowie auf Schottland traf.
Teamchef Franz Beckenbauer nominierte den bis heute ältesten Kader in der DFB-Geschichte und den zweitältesten Kader des Turniers. Darunter waren die Langzeitverletzten Rudi Völler (Adduktorenabriss im linken Oberschenkel), Karl Allgöwer (geplatzte Vene in der Wade im DFB-Pokalfinale), Karl-Heinz Rummenigge (zwei Muskelfaserrisse) und Pierre Littbarski, da Beckenbauer hoffte, dass diese Spieler noch rechtzeitig fit werden würden. Obwohl drei der vier Spieler im Laufe des Turniers zum Einsatz kommen sollten, revidierte Beckenbauer die Einschätzung Jahre später.
Die Deutschen erzielten zum Auftakt ein 1:1 gegen Uruguay. Die deutsche Mannschaft geriet früh in Rückstand, nachdem Lothar Matthäus unbedrängt nahe der Mittellinie einen 30 Meter langen Rückpass vor den eigenen Strafraum gespielt hatte. Antonio Alzamendi erkannte die Situation schneller als der deutsche Libero Klaus Augenthaler, umkurvte Torhüter Toni Schumacher und erzielte den Führungstreffer. In der restlichen Spielzeit wusste die deutsche Mannschaft läuferisch, aber nicht spielerisch zu überzeugen. Zumindest Matthäus versuchte seinen Fehler wettzumachen und probierte es aus 20 Metern mit einem wuchtigen Distanzschuss. Der Ausgleich fiel schließlich in der 84. Minute. Nach einer anhaltenden Drangphase der Deutschen köpfte Augenthaler aus dem Mittelkreis den Ball zurück in die Gefahrenzone. Dieser flog über die Abwehr Uruguays und landete vor den Füßen von Klaus Allofs, der per Flachschuss vollendete.
Anschließend trafen die Schotten auf einen weiteren WM-Neuling, Dänemark, das laut dem offiziellen Bericht der FIFA „die definitiv beste Mannschaft der Gruppenphase“ war und das „den spektakulärsten Fußball während des Turniers zeigte“. In einer Partie, die sich durch offensiven Fußball und für damalige Verhältnisse hohes Tempo auszeichnete, setzte sich Dänemark dank eines Treffers von Preben Elkjær Larsen mit 1:0 durch. DFB-Teamchef Franz Beckenbauer merkte an, es könnte sich „gerächt“ haben, dass die Schotten „erst wenige Tage vor Turnierbeginn anreisten“.
Auch im zweiten Spiel gegen Schottland, dessen Trainer Jock Stein acht Monate vor dem Turnier während eines Qualifikationsspiels an einem Herzinfarkt gestorben war und das ohne seine beiden vermeintlich besten Spieler Alan Hansen und Kenny Dalglish anreiste, lief die deutsche Mannschaft zunächst einem Rückstand hinterher. Und das, nachdem sich die im Gegensatz zur ersten Partie nur auf einer Position veränderte Mannschaft geschlossen zeigte, gut kombinierte und mehrere Torchancen herausholte. Gordon Strachan brachte die Schotten, die in der Partie ohne ihre zwei angeschlagenen Stürmer Charlie Nicholas und Paul Sturrock auskommen mussten, durch einen von Klaus Augenthaler leicht abgefälschten Schuss in Führung. Rudi Völler gelang allerdings schon vier Minuten später der Ausgleich, nachdem er zu Beginn des Spiels in Folge eines Eckballs per Kopfball nur den Pfosten getroffen hatte. Die Entscheidung erwirkte Klaus Allofs, der in der 50. Minute nach einem verunglückten Klärungsversuch den Ball aus 10 Metern ins lange Eck schoss. In der letzten halben Stunde verlor das Spiel deutlich an Intensität, was den Witterungsbedingungen, speziell der Hitze und der Höhenlage, geschuldet war. Strachan wurde nach dem Spiel zitiert, dass sich die Spieler in „genereller Übereinstimmung einig waren“, dass es sich um die härtesten Bedingungen handelte, in denen sie je ein Spiel bestritten und dass Spieler bis zu 3,6 kg an Körpergewicht verloren hätten.
In der Partie Uruguays gegen Dänemark kam es zu einem 6:1-Kantersieg der Dänen. Die Mannschaft des deutschen Trainers Sepp Piontek, die sowohl individuell als auch als Kollektiv überlegen agierte, war spätestens nach 20 Minuten das dominierende Team, nachdem Miguel Bossio beim Stand von 0:1 aus Sicht Uruguays wegen wiederholt überharten Foulspiels die rote Karte gesehen hatte. Nach einer 2:1-Führung zur Halbzeit überließen die Dänen um ihre schnellen Offensivspieler Michael Laudrup und Elkjær Larsen nach dem Seitenwechsel bewusst den Südamerikanern die Initiative und verließen sich hauptsächlich auf Kontersituationen. Uruguay erlitt schließlich die höchste Niederlage seit 15 Jahren, die durchaus noch hätte höher ausfallen können.
Im vorletzten Gruppenspiel traf die deutsche Mannschaft, deren Kapitän Karl-Heinz Rummenigge trotz überstandener Verletzung nach wie vor nur Einwechselspieler blieb, auf Dänemark. Bereits vor Spielbeginn war klar, dass sich beide Teams für das Achtelfinale qualifiziert hatten. In einer offenen und mit hohem Tempo geführten Partie ging Dänemark kurz vor der Halbzeit in Führung, als Jesper Olsen einen Elfmeter nach Foul von Wolfgang Rolff an Morten Olsen verwandelte. Andreas Brehme traf Mitte der ersten Halbzeit mit einem Schuss aus 30 Metern nur die Latte. Die Entscheidung fiel in der 62. Minute. Der zur Halbzeit eingewechselte John Eriksen erzielte das 2:0 in einer Phase, in der sich Karlheinz Förster verletzungsbedingt an der Seitenlinie behandeln ließ und die Defensive Deutschlands dadurch unsortiert war. Für den weiteren Turnierverlauf von Bedeutung war der Platzverweis von Frank Arnesen zwei Minuten vor dem Spielende nach einer Tätlichkeit.
Im letzten Spiel der Uruguayer, diesmal gegen Schottland, sorgte Schiedsrichter Joël Quiniou für einen Rekord, als er dem uruguayischen Abwehrspieler José Batista nach 56 Sekunden die rote Karte zeigte. Der Platzverweis blieb der Einzige, war jedoch nicht die gröbste Unsportlichkeit der Uruguayer während der 90 Minuten. Diese konzentrierten sich in Unterzahl darauf, mit acht Mann das eigene Tor zu verteidigen, während die alleinige Sturmspitze Enzo Francescoli auf Kontersituationen lauerte. Auf diese Weise konnte die Mannschaft das torlose Unentschieden über die Zeit retten, was den dritten Platz und damit das Weiterkommen bedeutete. Der schottische Trainer Alex Ferguson äußerte sich nach dem Spiel mit den Worten „Das war kein Fußballspiel mehr. Unter diesen Umständen bin ich froh, dass wir nach Hause fahren. Die Uruguayer haben keinen Respekt vor dem Fußball“. Einen Tag nach dem Spiel belegte die FIFA Uruguays Fußballverband AUF mit einer Geldstrafe in Höhe von 25.000 Schweizer Franken (etwa €33.800 - Stand 2017) und verwies Trainer Borrás für das Achtelfinale auf die Tribüne.

### Gruppe F
| Pl. | Land     | Sp. | S | U | N | Tore    | Diff. | Punkte |
| --- | -------- | --- | - | - | - | ------- | ----- | ------ |
| 1.  | Marokko  | 3   | 1 | 2 | 0 | 003:100 | +2    | 04:20  |
| 2.  | England  | 3   | 1 | 1 | 1 | 003:100 | +2    | 03:30  |
| 3.  | Polen    | 3   | 1 | 1 | 1 | 001:300 | −2    | 03:30  |
| 4.  | Portugal | 3   | 1 | 0 | 2 | 002:400 | −2    | 02:40  |

|                                                                                    |   |          |           |
| 2. Juni 1986 um 16:00 Uhr (24:00 Uhr MESZ) in Monterrey (Universitario)            |   |          |           |
| Marokko                                                                            | – | Polen    | 0:0       |
| 3. Juni 1986 um 16:00 Uhr (24:00 Uhr MESZ) in Monterrey (Tecnológico)              |   |          |           |
| Portugal                                                                           | – | England  | 1:0 (0:0) |
| 6. Juni 1986 um 16:00 Uhr (24:00 Uhr MESZ) in Monterrey (Tecnológico)              |   |          |           |
| England                                                                            | – | Marokko  | 0:0       |
| 7. Juni 1986 um 16:00 Uhr (24:00 Uhr MESZ) in Monterrey (Universitario)            |   |          |           |
| Polen                                                                              | – | Portugal | 1:0 (0:0) |
| 11. Juni 1986 um 16:00 Uhr (24:00 Uhr MESZ) in Guadalajara (Estadio Tres de Marzo) |   |          |           |
| Portugal                                                                           | – | Marokko  | 1:3 (0:2) |
| 11. Juni 1986 um 16:00 Uhr (24:00 Uhr MESZ) in Monterrey (Tecnológico)             |   |          |           |
| England                                                                            | – | Polen    | 3:0 (3:0) |

Gruppe F sollte sich als die spielerisch uninteressanteste Gruppe herausstellen. Gründe dafür waren unter anderem die Temperaturen in dem Austragungsort Monterrey, in dem fünf der sechs Spiele stattfanden, sowie das hohe Gras und der holprige Untergrund, was den Spielern zusätzlich Probleme bereitete und ein ordentliches Passspiel verhinderte. Aufgrund der äußeren Bedingungen versuchten die vier Mannschaften mit ihren Kräften hauszuhalten und es zu verhindern, einem Rückstand hinterherzulaufen. Dies führte dazu, dass in den ersten vier Spielen nur zwei Tore erzielt wurden und jede Mannschaft, die in den sechs Spielen in Führung ging, das Spiel am Ende auch gewann. Die Mannschaft aus Marokko sorgte für die größte Überraschung in der Gruppenphase bei diesem Turnier, indem sie sich trotz ihrer Außenseiterrolle gegen drei stärker eingeschätzte Teams den Gruppensieg sicherte und als erste Mannschaft Afrikas überhaupt die Vorrunde überstand. Einer der Gründe könnte in der Tatsache begründet gewesen sein, dass König Hassan II. die Vorbereitung des Nationalteams mitfinanzierte.
In ihrem Auftaktspiel gegen die polnische Mannschaft konnte keine der Mannschaften in der ersten Halbzeit das Spiel kontrollieren, was dazu führte, dass mehrere Distanzschüsse der Marokkaner zunächst die einzigen halbwegs gefährlichen Aktionen blieben. Nach zwei Auswechslungen zu Beginn der zweiten Hälfte gelang es den Polen, mehr Kontrolle über das Spiel zu erlangen. Infolgedessen kamen sie zu mehreren Torchancen. Die größte davon hatte Jan Urban, der gegen Ende des Spiels mit einem Flachschuss aus knapp 22 Metern aber nur den Pfosten traf. Am Ende blieb ein gerechtes 0:0, welches von dem Publikum in Monterrey mit einem Pfeifkonzert quittiert wurde.
Portugals Auftritt bei dieser WM wurde überschattet von der sogenannten „Saltillo-Affäre“ (vom portugiesischen O Caso Saltilho). Ihren Ursprung nahm die Affäre, als nur wenige Stunden vor der geplanten Abreise der Mannschaft nach Mexiko der Benfica-Verteidiger António Veloso positiv auf das anabole Steroid Primobolan getestet wurde ‒ ein Befund, der sich später als falsch herausstellte. Erbost über den Umgang mit Veloso, ihrer Unterkunft, dürftigen Siegprämien und nach einem Streit mit dem portugiesischen Fußballverband FPF über ausbleibende Bonuszahlungen drohte die Mannschaft schließlich wenige Tage vor Beginn der WM damit, nicht antreten zu wollen. Aufgrund des öffentlichen Drucks aus dem In- und Ausland lenkten die Spieler aber frühzeitig ein.
In ihrem ersten Spiel kamen die Portugiesen und Engländer bis zur 75. Minute auf insgesamt nur einen Schuss auf das gegnerische Tor. Der entscheidende Treffer der Partie fiel, als sich Diamantino Miranda auf der rechten Außenbahn entscheidend gegen Kenny Sansom durchsetzen konnte, unbedrängt diagonal in den Strafraum eindrang und auf Höhe des Fünfmeterraumes den Ball quer auf Carlos Manuel legte, der sich am hinteren Pfosten lösen konnte und aus zwei Metern zum entscheidenden 1:0 nur noch einzuschieben brauchte. Die Engländer hatten dem nichts mehr entgegenzusetzen und konnten sich glücklich schätzen, dass die Portugiesen ihre anschließenden Konterchancen ungenutzt ließen. Diese Niederlage bedeutete das Ende einer fast zwölf Monate lang andauernden Serie, in der die Engländer elf Spiele lang unbesiegt geblieben waren. Darüber hinaus war Portugal zuvor 31 Jahre lang nicht mehr gegen die Engländer als Sieger vom Platz gegangen.
Englands Kapitän Bryan Robson kugelte sich im zweiten Gruppenspiel gegen Marokko in der 38. Minute zum dritten Mal innerhalb von 15 Monaten die Schulter aus und wurde wenige Minuten später ausgewechselt. Die Situation verschlimmerte sich, als Ray Wilkins parallel dazu zunächst Gelb wegen Foulspiel und zwei Minuten später die rote Karte sah, weil er in Folge einer Abseitssituation aus Protest den Ball in Richtung des Schiedsrichters warf. Trotz des Platzverweises und des Verlustes ihres Kapitäns gelang es den Engländern, in der zweiten Halbzeit mit einem Mann weniger größeren Druck auszuüben als in der ersten Hälfte. Dennoch sprang kein zählbarer Erfolg heraus, was bedeutete, dass auch das zweite Spiel der Marokkaner torlos endete und die Zuschauer dies erneut mit einem Pfeifkonzert nach Abpfiff quittierten.
Während einer Trainingseinheit vor der zweiten Partie, in der er als Stürmer agierte, brach sich der portugiesische Stammtorhüter und Kapitän Manuel Bento den Fuß. Dies zwang Trainer José Torres dazu, auf Ersatzmann Vítor Damas zurückzugreifen, der zwar ähnlich erfahren wie Bento war, aber mit dem Druck und der Verantwortung nicht umgehen konnte und daraufhin depressiv wurde. Der 38-jährige Bento fiel in Folge der Verletzung ein ganzes Jahr lang aus und sollte letztendlich seine Laufbahn ohne einen weiteren Einsatz beenden. Die Polen und die Portugiesen gingen die Partie bei Temperaturen um die 40 °C und einer Luftfeuchtigkeit von 70 % vorsichtig an, was in der ersten Hälfte zu nur wenigen Torchancen führte. Die beste Möglichkeit in den ersten 45 Minuten hatte Włodzimierz Smolarek, der aber das leere Tor verfehlte. Beide Mannschaften steigerten sich schließlich in der zweiten Hälfte und kamen vermehrt zu Aktionen vor dem gegnerischen Tor. Der entscheidende Treffer des Spiels fiel in der 68. Minute, als ein Chipball über die portugiesische Defensive flog und den frei stehenden Smolarek fand, der daraufhin den Ball unter dem heraus eilenden Vítor Damas ins Tor schob. Die Portugiesen erhöhten daraufhin das Risiko und den Druck, konnten aber den großartig haltenden polnischen Torhüter Józef Młynarczyk nicht überwinden oder scheiterten wie in der 83. Minute am Pfosten.
Vor dem letzten Gruppenspiel wurde Englands Trainer Bobby Robson zu zahlreichen Änderungen gezwungen. Einerseits standen ihm sein verletzter Kapitän Bryan Robson als auch der gesperrte Wilkins nicht zur Verfügung. Andererseits rebellierte seine Mannschaft gegen Robsons Taktik und Personalpolitik, was zur Folge hatte, dass dieser das 4-3-3-System in ein 4-4-2 änderte und vier neue Spieler in der Startformation standen. Diese Änderungen sollten von Erfolg gekrönt werden, denn obwohl die Defensive in den ersten Minuten unsortiert wirkte, kamen durch sie mehr Tempo und Bewegung in das Angriffsspiel und nach knapp einer halben Stunde führten die Three Lions mit 3:0 aufgrund eines lupenreinen Hattricks von Gary Lineker. Die Engländer zogen sich daraufhin zurück und überließen den Polen das Spiel, die aber in der restlichen Spielzeit mit Ausnahme eines Pfostenschusses von Zbigniew Boniek zu keinen nennenswerten Torchancen kamen. Der Dreifachtorschütze, der aufgrund eines vor der WM gebrochenen Arms mit einer Schutzmanaschette spielte, sagte später: „Drei Tore in der Nationalmannschaft habe ich [...] noch nie geschossen. und noch nie war ich so gut. Das war der größte Tag in meiner Laufbahn.“
Ein einfacher Fehlpass von Jaime Pacheco 25 Meter vor dem eigenen Tor führte zum ersten Treffer der Marokkaner in ihrer abschließenden Partie gegen Portugal. Der Pass landete vor den Füßen von Abderrazak Khairi, der kurz nach innen zog und aus der gleichen Distanz mit einem Flachschuss den portugiesischen Torhüter überwand. Sieben Minuten später traf Khairi erneut ‒ dieses Mal in Folge einer Halbfeldflanke von Labid Khalifa, die über die gesamte portugiesische Defensive flog. Wie schon bei den beiden vorangegangenen Toren wurde auch das dritte Tor durch einen weiten Diagonalball vom ein Jahr zuvor zu Afrikas Fußballer des Jahres gewählten Spielmacher Mohammed Timoumi eingeleitet, gegen den die Südeuropäer über den gesamten Verlauf des Spiels keine Lösungen fanden. Die hochstehenden Portugiesen entwickelten zu wenig Druck auf den sich an der linken Außenbahn befindenden Timoumi, der den Ball diagonal auf den zentral durchstoßenden Abdelkarim Krimau spielte. Dieser konnte wiederum ungehindert auf Torhüter Damas zulaufen und ihn aus 15 Metern überwinden. Diamantino erzielte zehn Minuten von Schluss den Anschlusstreffer, als eine zu kurz geklärte Flanke vor seinen Füßen landete und er den Ball aus 15 Metern über die Verteidigung ins Tor hob. Diese Niederlage bedeutete das vorzeitige Aus Portugals bei dieser WM. José Torres zog daraus die Konsequenzen und trat von seinem Posten als portugiesischer Nationaltrainer zurück.

### Rangliste der Gruppendritten
| Pl. | Land       | Sp. | S | U | N | Tore    | Diff. | Punkte |
| --- | ---------- | --- | - | - | - | ------- | ----- | ------ |
| 1.  | Belgien    | 3   | 1 | 1 | 1 | 005:500 | ±0    | 03:30  |
| 2.  | Polen      | 3   | 1 | 1 | 1 | 001:300 | −2    | 03:30  |
| 3.  | Bulgarien  | 3   | 0 | 2 | 1 | 002:400 | −2    | 02:40  |
| 4.  | Uruguay    | 3   | 0 | 2 | 1 | 002:700 | −5    | 02:40  |
| 5.  | Ungarn     | 3   | 1 | 0 | 2 | 002:900 | −7    | 02:40  |
| 6.  | Nordirland | 3   | 0 | 1 | 2 | 002:600 | −4    | 01:50  |

## Finalrunde

### Spielplan
|  | Achtelfinale       | Achtelfinale   |                |         | Viertelfinale    | Viertelfinale |  |  | Halbfinale | Halbfinale |  |  | Finale | Finale |
|  |                    |                |                |         |                  |               |  |  |            |            |  |  |        |        |
|  |                    |                |                |         |                  |               |  |  |            |            |  |  |        |        |
|  | D1: Brasilien      | 4              |                |         |                  |               |  |  |            |            |  |  |        |        |
|  | D1: Brasilien      | 4              |                |         |                  |               |  |  |            |            |  |  |        |        |
|  | F3: Polen          | 0              |                |         |                  |               |  |  |            |            |  |  |        |        |
|  | F3: Polen          | 0              | Brasilien      | 1 (3)   |                  |               |  |  |            |            |  |  |        |        |
|  |                    |                | Brasilien      | 1 (3)   |                  |               |  |  |            |            |  |  |        |        |
|  |                    | Frankreich     | 21 (4)2        |         |                  |               |  |  |            |            |  |  |        |        |
|  | C2: Frankreich     | Frankreich     | 21 (4)2        | 2       |                  |               |  |  |            |            |  |  |        |        |
|  | C2: Frankreich     |                |                | 2       |                  |               |  |  |            |            |  |  |        |        |
|  | A2: Italien        | 0              |                |         |                  |               |  |  |            |            |  |  |        |        |
|  | A2: Italien        | 0              | Frankreich     | 0       |                  |               |  |  |            |            |  |  |        |        |
|  |                    |                | Frankreich     | 0       |                  |               |  |  |            |            |  |  |        |        |
|  |                    | BR Deutschland | 2              |         |                  |               |  |  |            |            |  |  |        |        |
|  | F1: Marokko        | BR Deutschland | 2              | 0       |                  |               |  |  |            |            |  |  |        |        |
|  | F1: Marokko        |                |                | 0       |                  |               |  |  |            |            |  |  |        |        |
|  | E2: BR Deutschland | 1              |                |         |                  |               |  |  |            |            |  |  |        |        |
|  | E2: BR Deutschland | 1              | BR Deutschland | 20 (4)2 |                  |               |  |  |            |            |  |  |        |        |
|  |                    |                | BR Deutschland | 20 (4)2 |                  |               |  |  |            |            |  |  |        |        |
|  |                    | Mexiko         | 0 (1)          |         |                  |               |  |  |            |            |  |  |        |        |
|  | B1: Mexiko         | Mexiko         | 0 (1)          | 2       |                  |               |  |  |            |            |  |  |        |        |
|  | B1: Mexiko         |                |                | 2       |                  |               |  |  |            |            |  |  |        |        |
|  | A3: Bulgarien      | 0              |                |         |                  |               |  |  |            |            |  |  |        |        |
|  | A3: Bulgarien      | 0              | BR Deutschland | 2       |                  |               |  |  |            |            |  |  |        |        |
|  |                    |                | BR Deutschland | 2       |                  |               |  |  |            |            |  |  |        |        |
|  |                    | Argentinien    | 3              |         |                  |               |  |  |            |            |  |  |        |        |
|  | A1: Argentinien    | Argentinien    | 3              | 1       |                  |               |  |  |            |            |  |  |        |        |
|  | A1: Argentinien    |                |                | 1       |                  |               |  |  |            |            |  |  |        |        |
|  | E3: Uruguay        | 0              |                |         |                  |               |  |  |            |            |  |  |        |        |
|  | E3: Uruguay        | 0              | Argentinien    | 2       |                  |               |  |  |            |            |  |  |        |        |
|  |                    |                | Argentinien    | 2       |                  |               |  |  |            |            |  |  |        |        |
|  |                    | England        | 1              |         |                  |               |  |  |            |            |  |  |        |        |
|  | F2: England        | England        | 1              | 3       |                  |               |  |  |            |            |  |  |        |        |
|  | F2: England        |                |                | 3       |                  |               |  |  |            |            |  |  |        |        |
|  | B2: Paraguay       | 0              |                |         |                  |               |  |  |            |            |  |  |        |        |
|  | B2: Paraguay       | 0              | Argentinien    | 2       |                  |               |  |  |            |            |  |  |        |        |
|  |                    |                | Argentinien    | 2       |                  |               |  |  |            |            |  |  |        |        |
|  |                    | Belgien        | 0              |         |                  |               |  |  |            |            |  |  |        |        |
|  | C1: Sowjetunion    | Belgien        | 0              | 3       |                  |               |  |  |            |            |  |  |        |        |
|  | C1: Sowjetunion    |                |                | 3       |                  |               |  |  |            |            |  |  |        |        |
|  | B3: Belgien        | 141            |                |         |                  |               |  |  |            |            |  |  |        |        |
|  | B3: Belgien        | 141            | Belgien        | 21 (5)2 |                  |               |  |  |            |            |  |  |        |        |
|  |                    |                | Belgien        | 21 (5)2 | Spiel um Platz 3 |               |  |  |            |            |  |  |        |        |
|  |                    | Spanien        | 1 (4)          |         |                  |               |  |  |            |            |  |  |        |        |
|  | E1: Dänemark       | Spanien        | 1 (4)          | 1       | Frankreich       | 241           |  |  |            |            |  |  |        |        |
|  | E1: Dänemark       |                |                | 1       | Frankreich       | 241           |  |  |            |            |  |  |        |        |
|  | D2: Spanien        | 5              |                | Belgien | 2                |               |  |  |            |            |  |  |        |        |

1 Sieg nach Verlängerung
2 Sieg im Elfmeterschießen

### Achtelfinale
|                                                                              |   |                |                      |
| 15. Juni 1986 um 12:00 Uhr (20:00 Uhr MESZ) in Mexiko-Stadt                  |   |                |                      |
| Mexiko                                                                       | – | Bulgarien      | 2:0 (1:0)            |
| 15. Juni 1986 um 16:00 Uhr (24:00 Uhr MESZ) in León                          |   |                |                      |
| Sowjetunion                                                                  | – | Belgien        | 3:4 n. V. (2:2, 1:0) |
| 16. Juni 1986 um 12:00 Uhr (20:00 Uhr MESZ) in Guadalajara                   |   |                |                      |
| Brasilien                                                                    | – | Polen          | 4:0 (1:0)            |
| 16. Juni 1986 um 16:00 Uhr (24:00 Uhr MESZ) in Puebla                        |   |                |                      |
| Argentinien                                                                  | – | Uruguay        | 1:0 (1:0)            |
| 17. Juni 1986 um 12:00 Uhr (20:00 Uhr MESZ) in Mexiko-Stadt (Olympiastadion) |   |                |                      |
| Italien                                                                      | – | Frankreich     | 0:2 (0:1)            |
| 17. Juni 1986 um 16:00 Uhr (24:00 Uhr MESZ) in Monterrey (Universitario)     |   |                |                      |
| Marokko                                                                      | – | BR Deutschland | 0:1 (0:0)            |
| 18. Juni 1986 um 12:00 Uhr (20:00 Uhr MESZ) in Mexiko-Stadt                  |   |                |                      |
| England                                                                      | – | Paraguay       | 3:0 (1:0)            |
| 18. Juni 1986 um 16:00 Uhr (24:00 Uhr MESZ) in Querétaro                     |   |                |                      |
| Dänemark                                                                     | – | Spanien        | 1:5 (1:1)            |

Verlauf der Spiele:
1. Spiel: Mexikos Trainer Bora Milutinović nahm vor dem ersten Achtelfinale gegen Bulgarien einige Änderungen vor. Hugo Sánchez kehrte nach abgesessener Gelbsperre als einziger Stürmer zurück und Manuel Negrete Arias, der in den vorangegangenen Spielen auf dem linken Flügel zum Einsatz kam, wurde ins zentrale offensiven Mittelfeld verschoben. Diese Änderungen hatten zur Folge, dass die Mexikaner zum ersten Mal in diesem Turnier spielerisch überzeugen konnten. Mittels eines flüssigen Kurzpassspiels im Mittelfeld erspielte sich El Tri in der ersten Halbzeit schnell ein klares Chancenplus. Belohnt wurden diese Bemühungen in der 34. Minute mit einem der schönsten Tore der WM-Geschichte. Etwa 25 Meter vor dem gegnerischen Tor nahm Negrete Arias einen halbhohen Pass an, kontrollierte diesen mit einer weiteren Ballberührung und spielte den Ball volley weiter auf Javier Aguirre, der den Ball seinerseits volley und halbhoch zurück auf Negrete spielte. Dieser beförderte den Ball daraufhin per Seitfallzieher aus 16 Metern in die lange Ecke des bulgarischen Tores. Vier Minuten später konnten sich die Osteuropäer bei ihrem Kapitän Georgi Dimitrow bedanken, der nach einer nicht geklärten Ecke kurz vor der Torlinie für den bereits geschlagenen Torhüter Michajlow klären konnte. Nach dem Seitenwechsel zeigten die Bulgaren etwas mehr Initiative. Ihre Offensivbemühungen endeten aber fast ausschließlich in harmlosen Distanzschüssen. Die Vorentscheidung fiel in der 61. Minute, als ein scharf getretener Eckball von Negrete Arias am kurzen Pfosten mit Raúl Servín einen Abnehmer fand. Erst mit der Einwechslung von Boschidar Iskrenow 20 Minuten vor Schluss gelang es den Bulgaren erstmals, wirklichen Druck auszuüben, was die mexikanische Defensive prompt in Schwierigkeiten brachte. Nur dank zweier herausragender Paraden von Torwart Pablo Larios eine Viertelstunde vor Schluss blieb es bei dem Zwei-Tore-Vorsprung. Diese Druckphase dauerte aber nur wenige Minuten an, sodass Mexiko in der 81. Minute beinahe das dritte Tor erzielte. Mittelfeldspieler Carlos Muñoz traf aus 25 Metern aber nur die Querlatte. Am Ende blieb ein verdienter Sieg für die Mexikaner, die damit zum zweiten Mal nach 1970 ins Viertelfinale einer WM einzogen.
2. Spiel: In der Anfangsphase waren die Sowjets, die sieben Ruhetage mehr als der Gegner gehabt hatten, die aktivere Mannschaft und gingen nach 27 Minuten verdient mit 1:0 in Führung. Trotz einer 5-gegen-2-Überzahl gelang es den Belgiern nicht, den Distanzschuss von Ihor Bjelanow aus 19 Metern zu verhindern, der im oberen linken Toreck einschlug. Die Sowjets nahmen sich daraufhin etwas zurück und ließen den Ball wiederholt geduldig durch die eigenen Reihen laufen. Die Belgier kamen infolgedessen zu vermehrten Torabschlüssen, die aber fast ausnahmslos aus ungefährlichen Weitschüssen bestanden. Zu Beginn der zweiten Halbzeit übernahm die Sbornaja wieder das Kommando und ging beinahe mit 2:0 in Führung. Bjelanow traf mit dem Kopf aber nur den Pfosten und wenige Sekunden später wurde der anschließende Distanzschuss von Pawel Jakowenko kurz vor der Torlinie von Patrick Vervoort geklärt. Nur zwei Minuten später, in der 56. Minute, gelang den Belgiern entgegen dem bisherigen Spielverlauf der Ausgleich. Kapitän Anatolij Demjanenko verschätzte sich bei einer Halbfeldflanke von Franky Vercauteren, wodurch Enzo Scifo den Ball acht Meter vor dem Tor annehmen und ihn vorbei an Dassajew zum 1:1 schlenzen konnte. Die Sowjets zeigten sich nur kurz beeindruckt und blieben die taktgebende Mannschaft. Dieser Aufwand wurde in der 70. Minute belohnt, als nach einem Ballgewinn in der gegnerischen Hälfte gegen die sich im Spielaufbau befindlichen Belgier Alexander Sawarow alle drei Verteidiger auf sich zog und den freistehenden Bjelanow in Szene setzte. Dieser hatte keine Probleme, Pfaff in die falsche Ecke zu schicken und aus elf Metern das 2:1 zu erzielen. Eine Minute später hatte Raz die Chance, auf 3:1 zu erhöhen, doch er verzog aus spitzem Winkel. Den Belgiern gelang dann in der 77. Minute der erneute Ausgleich. Stéphane Demol schlug einen hohen 50-Meter-Pass von der Mittellinie direkt ins Zentrum der sowjetischen Defensive. Aufgrund einer fehlgeschlagenen Abseitsfalle fand sich Jan Ceulemans allein gelassen an der Strafraumgrenze wieder, konnte den Pass ohne Schwierigkeiten mit der Brust annehmen und den Ball aus elf Metern im langen Eck versenken. Die Sbornaja suchte trotz des erneuten Rückschlags noch in der regulären Spielzeit die Entscheidung und blieb in den restlichen Minuten das aktivere Team. In der 80. Minute war es erneut Wassili Raz, der im Mittelpunkt stand, aber aus 16 Metern nur die Querlatte traf. Doch die „roten Teufel“ waren es, die die letzte Großchance in der normalen Spielzeit hatten. Scifo kam nach einer Hereingabe von Nico Claesen aus spitzem Winkel aus vier Metern frei zum Kopfball, konnte aber den bereits am kurzen Pfosten wartenden Torwart Dassajew nicht überwinden. Die Sowjets blieben auch zu Beginn der Verlängerung das dominierende Team, während die Belgier durch gelegentliche Konter für Entlastung sorgten. Aus solch einem Konter entstand ein kurz ausgeführter Eckball in der 102. Minute, als erstmals ein Spiel bei dieser Endrunde in die Verlängerung ging. Eric Gerets fand den am langen Pfosten den sich lösenden Demol, der freistehend den Ball entgegen der Laufrichtung des Torwarts nur einzuköpfen brauchte. Die Sbornaja baute nun körperlich und mental ab. Die Vorentscheidung fiel in der 110. Minute, als in Folge eines Eckballs die Osteuropäer die Situation nicht klären konnten und Claesen aus 12 Metern zum Abschluss kam. Eine Minute später keimte noch einmal Hoffnung auf, als Bjelanow im Strafraum zum Kopfball hochstieg und niedergerissen wurde. Der Gefoulte trat selbst an und traf zum 3:4-Endstand.
3. Spiel: Die Polen waren in der ersten Halbzeit trotz weniger Ballbesitz die dominante Mannschaft und hätten bereits nach 70 Sekunden in Führung gehen können, als ein in den Strafraum hineingelupfter Ball von Ryszard Tarasiewicz an den Pfosten sprang. Zehn Minuten später sollte erneut das Aluminium für Brasilien retten, als Jan Karaś mit einem kräftigen Schuss aus 25 Metern die Unterkante der Latte traf. Entgegen dem Spielverlauf ging Brasilien in der 30. Minute infolge eines fragwürdigen Elfmeterpfiffes durch den schlecht positionierten deutschen Schiedsrichter Volker Roth in Führung. Obwohl die Polen zu Beginn der zweiten Halbzeit erneut die bessere Mannschaft waren, schafften sie es über die gesamte Spielzeit kaum, in den brasilianischen Strafraum einzudringen und beschränkten sich fast ausschließlich auf Distanzschüsse. In der 55. Minute gelang es Brasiliens Rechtsverteidiger Josimar, mit dem Ball am Fuß in den 16-Meter-Raum einzudringen und aus spitzem Winkel sein zweites sehenswertes Tor bei dieser WM zu erzielen. Aufgrund des Rückstandes ergaben sich in den letzten 25 Minuten immer größere Räume in der polnischen Defensive, die die Brasilianer wiederholt für Konter nutzten. Die endgültige Entscheidung fiel in der 79. Minute, als Innenverteidiger Edinho einen 50 Meter weiten Befreiungsschlag in den Lauf von Careca spielte, dieser das Spiel kurz verzögerte und dann zurück in den Lauf des über das gesamte Spielfeld nachgerückten Edinho passte. Dieser setzte sich daraufhin gegen einen polnischen Verteidiger sowie den Torhüter durch und erzielte das 3:0. Für den 4:0-Endstand sorgte Careca vier Minuten später abermals von Elfmeterpunkt. Zuvor war der eingewechselte Zico nach einem erneuten perfekten Konter im Strafraum von Torhüter Młynarczyk am Fuß getroffen worden. Somit hatten die Brasilianer als bislang einzige Mannschaft alle ihre Spiele gewonnen und noch dazu kein Gegentor hinnehmen müssen.
4. Spiel: In der Partie der beiden Ex-Weltmeister, die zum ersten Mal seit dem Finale von 1930 wieder bei einer WM aufeinandertrafen, dominierte Argentinien über weite Strecken das Spiel, tat sich aber schwer damit, diese Überlegenheit in klare Torchancen und Tore umzumünzen. In einem recht unansehnlichen Spiel, welches durch den strengen italienischen Schiedsrichter Luigi Agnolin insgesamt 61-mal durch Freistöße unterbrochen wurde, kam zu kaum einem Zeitpunkt ein wirklicher Spielfluss auf. Drei Minuten vor der Pause führte ein verunglückter Klärungsversuch im Strafraum von Eduardo Acevedo zum einzigen Treffer des Spiels. Der Ball landete direkt vor den Füßen des einschussbereiten Pedro Pasculli, der vor dem Spiel für Claudio Borghi in die Mannschaft gerückt war. Dieser hatte keinerlei Mühe, aus acht Metern den uruguayischen Torhüter Fernando Álvez zu überwinden. Mit ein wenig mehr Glück hätte das Resultat auch klarer ausfallen können. So traf Diego Maradona in der 21. Minute per Freistoß aus 30 Metern nur die Querlatte, in der 53. Minute klärte Acevedo auf der Torlinie mit dem Kopf einen Schuss von Jorge Burruchaga aus vier Metern für den schon geschlagenen Alvez, und in der 66. Minute wurde ein regulärer Treffer von Maradona nicht gegeben, nachdem er angeblich seinen Gegenspieler weggestoßen hatte. Bis zur 70. Minute fanden die „Himmelblauen“ gegen die aufmerksam agierende und stets zahlenmäßig überlegene argentinische Defensive kein Gegenmittel. Es war der Zeitpunkt, als innerhalb weniger Minuten ein schwerer Regenschauer aufzog. In dieser Phase gelang es Uruguay erstmals, die Albiceleste unter Druck zu setzen. Eine wirkliche Torgefahr konnten sie in den letzten 20 Minuten aber noch immer nicht ausüben, womit es am Ende bei einem knappen, wenn auch ungefährdeten Sieg für Argentinier bleiben sollte.
5. Spiel: Die Begegnung zwischen dem amtierenden Welt- und dem amtierenden Europameister wurde durch die Franzosen, die nicht an ihre Leistungsgrenzen gingen, bestimmt. Die Italiener bestätigten ihren Eindruck aus der Gruppenphase und wirkten erneut lethargisch, müde und ideenlos. Der Titelverteidiger begann die Partie mit einer kurz andauernden Druckphase. Aber bereits nach wenigen Minuten übernahm das französische Mittelfeld ‒ insbesondere Jean Tigana und Luis Fernández ‒ das Kommando und kontrollierte das Spiel sowohl in der Defensive als auch in der Offensive. Nach einem zügig vorgetragenen Angriff über vier Stationen gelang der Équipe Tricolore in der 15. Minute der Führungstreffer. Dominique Rocheteau legte den Ball auf den aus der Tiefe herbeigestürmten Michel Platini ab, der den Ball dann nur noch über Giovanni Galli zu heben brauchte. Für weitere Torgefahr sorgte Fernández in der 30. Minute, als er aus 35 Metern abzog und die Querlatte traf. Die Entscheidung fiel in der 57. Minute, als die Franzosen ähnlich wie beim ersten Tor den Ball in der eigenen Hälfte eroberten, kurz das Tempo anzogen und nach sechs Stationen Yannick Stopyra ungedeckt Galli in der kurzen Ecke üebrwinden konnte, wobei erneut Rocheteau für die Vorlage verantwortlich war. Nur für einen kurzen Moment nach dem zweiten Tor und der Einwechslung von Gianluca Vialli war ein leichtes Aufbäumen der Italiener gegen das drohende Ausscheiden zu beobachten, nachdem die Squadra Azzurra trotz des Rückstandes zwischen der 35. und 60. Minute ohne Torabschluss geblieben war. Diese Drangphase der Italiener hielt jedoch kurz an und letztendlich schied der Titelverteidiger aus dem Turnier aus. Enzo Bearzot war ein weiterer Trainer, der anschließend freiwillig seinen Posten räumte.
6. Spiel: Marokko setzte in der Partie gegen Deutschland auf dieselbe defensive Taktik aus der Gruppenphase, die zu torlosen Unentschieden gegen Polen und England geführt hatte. Bereits in der Anfangsphase wurde offensichtlich, dass die Nordafrikaner auf die Verlängerung spekulierten, da sie sich dort aufgrund einer vermeintlichen konditionellen Überlegenheit und wegen der äußeren Bedingungen (34 °C im Schatten bei 57 % Luftfeuchtigkeit) Vorteile versprachen. Gegen die stets zahlenmäßig überlegene marokkanische Defensive fiel den vorsichtig agierenden Deutschen spielerisch so gut wie nichts ein, sodass Torchancen Mangelware blieben. Die Ausnahme blieb eine laut Teamchef Beckenbauer „tausendprozentige Chance“ in der 44. Minute nach einem Einwurf von der linken Seite. Klaus Allofs setzte sich im 1 gegen 1 durch und spielte aus dem Halbraum einen scharfen Pass in den Fünfmeterraum auf den heranstürmenden Karl-Heinz Rummenigge, der erstmals von Beginn an spielen durfte. Dieser schoss den Ball aber aus drei Metern direkt in die Arme des marokkanischen Torhüters Zaki. Zur Halbzeit brachte Beckenbauer Pierre Littbarski für den wegen einer Oberschenkelzerrung angeschlagenen Rudi Völler, der aber ebenso wenig Akzente setzen konnte wie Marokkos Spielmacher Mohammed Timoumi, der abwechselnd von Lothar Matthäus und Felix Magath manngedeckt wurde. Das Niveau des Spiels nahm weiter ab, bis etwa zwölf Minuten vor dem Schlusspfiff, als es den Deutschen gelang, vermehrt zu Torabschlüssen zu kommen. Beispielsweise scheiterte Matthäus vor dem gegnerischen Torwart, als er den Ball über diesen zu heben versuchte. Schließlich belohnte sich die deutsche Mannschaft für ihr Mehr an Aufwand, als Matthäus in der 87. Minute einen Freistoß aus 30 Metern flach an der schlecht positionierten Mauer der Marokkaner vorbeizirkelte und der Ball in der unteren rechten Ecke des Tores zum entscheidenden 1:0 einschlug. Die spanische Zeitung El País titelte tags darauf: „Das war wohl das schlechteste der 42 Spiele, die bisher bei der Weltmeisterschaft stattfanden. Nichts Sehenswertes, nichts Unterhaltsames, reine Ohnmacht.“ Der kicker machte das Aufstellen von drei Stürmern und den Verzicht auf einen offensiven Mittelfeldspieler ebenso als einen der Gründe für die schwache Leistung der Deutschen aus wie die Tatsache, dass zu viele der Spieler für sich selbst und nicht mannschaftsdienlich agiert hätten. Darüber hinaus herrschte Unruhe in der Mannschaft, nachdem beispielsweise die Nummer 2 im Tor, Uli Stein, vorzeitig nach Hause flog. Dieser war von Teamchef Beckenbauer härter als etwa die anderen Ersatzspieler Klaus Augenthaler oder Ditmar Jakobs bestraft worden, nachdem er mit diesen häufiger zwischen den Spielen bei einheimischen Familien zu Gast gewesen war.
7. Spiel: Die erste halbe Stunde im Spiel England gegen Paraguay wurde von den Südamerikanern dominiert. Es gelang ihnen aber nicht, ihre vier Torchancen ‒ die größte in Folge eines verunglückten Rückpasses von Terry Butcher auf Torwart Peter Shilton, welcher von Alfredo Mendoza abgefangen wurde ‒ effektiv zu nutzen. Dieses rächte sich nicht einmal eine Minute nach dem Rückpass. Ein Diagonalball durch den Strafraum von Glenn Hoddle wurde von Steve Hodge noch kurz vor der Torauslinie abgefangen. Hodge legte den Ball quer auf den vor dem Tor lauernden Gary Lineker, der diesen aus zwei Metern nur noch über die Torlinie grätschen musste. 80 Sekunden später hatte der Torschütze die Chance, auf 2:0 zu erhöhen, doch Torhüter Roberto Fernández hielt zu diesem Zeitpunkt seine Mannschaft weiter im Spiel, als er Linekers Volleyabnahme noch über die Latte lenkte. Zehn Minuten nach Wiederanpfiff konnten sich Los Guaraníes glücklich schätzen, die Partie zu elft fortzusetzen. Während eines Konters wurde Lineker durch einen Ellbogenschlag an den Hals von Vladimiro Schettina niedergestreckt. Diese Tätlichkeit blieb jedoch von dem Schiedsrichterteam ungeahndet. Während Lineker noch an der Seitenlinie behandelt wurde, fand sich Butcher nach einem Eckball für einen kurzen Moment im Strafraum unbewacht. Den Schuss konnte Torwart Fernández nur nach vorne abprallen lassen. Peter Beardsley reagierte am schnellsten und erzielte das 2:0. Die Entscheidung fiel in der 73. Minute, als der eingewechselte Gary Stevens nach einem Lauf in die Tiefe von Hoddle bedient wurde und dann im Halbraum den Ball quer auf seinen frei stehenden Vereinskollegen Lineker legte. Dieser erzielte mühelos seinen zweiten Treffer des Tages zum 3:0-Endstand.
8. Spiel: Dänemarks Trainer Sepp Piontek musste vor dem Spiel mehrere Änderungen vornehmen. Aufgrund der roten Karte von Frank Arnesen im letzten Gruppenspiel war er dazu gezwungen, auf den seiner Meinung nach besten Spieler seiner Mannschaft aus der Vorrunde zu verzichten. Dazu kam der kurzfristige Ausfall von John Sivebæk wegen eines Magen-Darm-Infekts. An seine Stelle trat Henrik Andersen, wodurch Jesper Olsen vom linken auf den rechten Flügel wechselte. Außerdem gingen Preben Elkjær Larsen und Jens Jørn Bertelsen angeschlagen beziehungsweise nicht hundertprozentig fit in die Partie. Wie in den vorherigen Partien kontrollierten die Dänen zunächst das Tempo und kamen gegen die zunächst vorsichtig agierenden Spanier zu mehreren Torabschlüssen. Nach einer Viertelstunde gelang es den Spaniern allmählich, Zugriff herzustellen, wodurch sie die Dänen nun vermehrt schon bei der Ballannahme stören konnten. In der 33. Minute wurde der heranstürmende Klaus Berggreen an der Strafraumgrenze gefoult. Den anschließenden Elfmeter verwandelte Jesper Olsen sicher. Olsen war es, der zehn Minuten später erneut im Mittelpunkt stehen sollte. Nach einem kurzen Torabschlag spielte er unter Bedrängnis auf Höhe des eigenen Sechzehnmeterraums einen Querpass direkt in die Füße des lauernden Emilio Butragueño, der den Ball nur noch ins Tor zu schieben brauchte. Infolgedessen fand der Begriff en rigtig Jesper Olsen (ein richtiger Jesper Olsen) Einzug in den dänischen Alltag und das dänische Wörterbuch als Umschreibung eines Ausrutschers oder Patzers. In der Anfangsphase der zweiten Hälfte hatte Elkjær zwei hochkarätige Chancen innerhalb von 45 Sekunden, ließ aber beide ungenutzt. Dieses rächte sich drei Minuten später, als eine Ecke der Spanier mit dem Kopf verlängert wurde. Die Verlängerung fand mit Butragueño einen Abnehmer, der innerhalb des Fünfmeterraumes ungedeckt gelassen wurde. Als Resultat dieses erstmaligen Rückstands im Turnier brachte Piontek in der 60. Minute für Verteidiger Henrik Andersen den Stürmer John Eriksen. Innerhalb weniger Minuten verloren die Dänen aber nach einem groben Fehlpass von Bertelsen und zwei daraus folgenden Großchancen nun vollkommen die Kontrolle. Aus dem vordergründigen 3-4-3 wurde unbeabsichtigt ein 3-2-5. Dieses hatte zur Folge, dass sich für die Spanier schon frühzeitig mehrere Kontersituationen in Überzahl ergaben. Eine dieser Chancen führte in der 68. Minute zum 3:1, als Søren Busk im Strafraum Butragueño zu Fall brachte und Andoni Goikoetxea den fälligen Elfmeter verwandelte. Die hohen Temperaturen, die Unerfahrenheit der Dänen bei großen Turnieren, die harten Trainingseinheiten, das hohe Durchschnittsalter der Verteidigung und das Festhalten Pionteks an der Stammformation im Spiel gegen Deutschland forderten nun endgültig ihren Tribut. Ein simpel vorgetragener Angriff über fünf Stationen über den gesamten Platz führte in der 80. Minute zum dritten Treffer Butragueños. Dieser erzielte auch noch seinen vierten Treffer eine Minute vor dem Schlusspfiff zum 5:1-Endstand vom Elfmeterpunkt, nachdem er zuvor von Morten Olsen gefoult worden war.

### Viertelfinale
|                                                                          |   |            |                                 |
| 21. Juni 1986 um 12:00 Uhr (20:00 Uhr MESZ) in Guadalajara               |   |            |                                 |
| Brasilien                                                                | – | Frankreich | 1:1 n. V. (1:1, 1:1), 3:4 i. E. |
| 21. Juni 1986 um 16:00 Uhr (24:00 Uhr MESZ) in Monterrey (Universitario) |   |            |                                 |
| BR Deutschland                                                           | – | Mexiko     | 0:0 n. V., 4:1 i. E.            |
| 22. Juni 1986 um 12:00 Uhr (20:00 Uhr MESZ) in Mexiko-Stadt              |   |            |                                 |
| Argentinien                                                              | – | England    | 2:1 (0:0)                       |
| 22. Juni 1986 um 16:00 Uhr (24:00 Uhr MESZ) in Puebla                    |   |            |                                 |
| Spanien                                                                  | – | Belgien    | 1:1 n. V. (1:1, 0:1), 4:5 i. E. |

Das Viertelfinalspiel Frankreich gegen Brasilien gilt noch heute als eines der besten Weltmeisterschaftsspiele aller Zeiten. Zwei der besten Mittelfeldreihen der 1980er Jahre (Sócrates, Zico, Júnior und Alemão sowie Michel Platini, Alain Giresse und Jean Tigana) lieferten sich einen Schlagabtausch mit enorm hoher Intensität und vielen Chancen auf beiden Seiten. Nachdem Brasilien die Anfangsviertelstunde dominierte und schon zwei Minuten zuvor zwei hochkarätige Torchancen hatte, ging die Seleção in der 17. Minute durch einen sehenswerten Treffer in Führung. Nach einem Angriff über die rechte Seite, an dem insgesamt acht Brasilianer beteiligt waren, hebelte zunächst ein doppelter Doppelpass zwischen Müller und Júnior im rechten Halbraum vor dem Strafraum die französische Defensive aus, bevor Júnior den Ball auf den frei stehenden Careca ablegte, der aus zentraler Position aus 15 Metern Frankreichs Torhüter Joël Bats überwand. Frankreichs Trainer Henri Michel reagierte auf den Rückstand und beorderte Luis Fernández von seiner anfänglichen Hybridrolle rechts in der Defensive zurück auf seine im Turnier bisher übliche Position im linken Mittelfeld, da hier zuvor die überwiegende Anzahl der brasilianischen Angriffe ihren Ursprung nahm. Dadurch wurden die Kreise von Alemão und dem oft nach rechts einrückenden Júnior eingeschränkt, die zuvor das Spiel bestimmten. Die Franzosen erhöhten in der Folge den Druck und kamen zu mehreren Torchancen. Es waren aber die Brasilianer, die in der 33. Minute beinahe den Spielstand auf 2:0 erhöhten. Careca gewann sein Laufduell gegen Maxime Bossis, nachdem Sócrates den Konter mit einem 40 Meter weiten Diagonalpass eingeleitet hatte, legte den Ball innerhalb des Fünfmeterraumes quer, doch der heranstürmende Müller traf nur den Außenpfosten. Den Franzosen gelang der Ausgleich vier Minuten vor der Pause, als eine Flanke von Dominique Rocheteau leicht abgefälscht wurde, diese weder von Yannick Stopyra noch Torhüter Carlos erreicht wurde und Platini die Situation am langen Pfosten schneller erkannte als Josimar.
Das Spiel nahm gerade Mitte der zweiten Halbzeit noch weiter an Qualität zu mit zahlreichen Umschaltmomenten in höchstem Tempo und Torabschlüssen teilweise im Minutentakt. In der 71. Minute traf die Seleção erneut das Aluminium, als nach einer Flanke von Josimar der Kopfball von Careca die Oberkante der Latte berührte. Unmittelbar später wurde Zico eingewechselt und stand nach drei Minuten schon im Mittelpunkt des Geschehens. Der Eingewechselte schickte zunächst nach einem Konter den durchstartenden Linksverteidiger Branco, der im Strafraum von Frankreichs Torhüter Bats zu Fall gebracht wurde. Der verfrühte Jubel der Brasilianer sollte sich aber umgehend rächen, denn Bats machte seinen Fehler umgehend wett und hielt den Strafstoß, der von Zico ausgeführt wurde. Bats war es auch, der in den restlichen Spielminuten seine Mannschaft im Spiel hielt, als er zwei weitere hochkarätige Torchancen von Careca und Zico vereitelte, wodurch das Spiel in die Verlängerung ging. Obwohl das Niveau weiter hoch blieb und es zahlreiche Torchancen auf beiden Seiten gab, nahm nun das Tempo der Partie ein wenig ab und die Anzahl der Ungenauigkeiten, Flüchtigkeitsfehler und Verletzungsunterbrechungen zu. Aufsehen erregte Brasiliens Torwart Carlos in der 116. Minute, als nach einem brasilianischen Eckball Platini mit einem präzisen Zuspiel den an der Mittellinie gestarteten Bruno Bellone bediente, dieser kurz vor dem Strafraum an dem herausstürmenden Carlos vorbeiging, aber von diesem am Trikot gezerrt wurde. Der eingewechselte Bellone ließ sich jedoch nicht fallen, weshalb der rumänische Schiedsrichter Ioan Igna auf Weiterspielen entschied und Carlos wegen des Vereitelns einer klaren Torchance zu Unrecht nicht des Feldes verwies. Zusätzliche Dramatik kam auf, als im direkten Gegenstoß Socrates nach einer Hereingabe über den Ball trat und das frei stehende Tor nicht traf. Somit musste am Ende das Elfmeterschießen entscheiden, in dem auf brasilianischer Seite Socrates sowie Júlio César und auf französischer Seite lediglich Michel Platini vergaben, wodurch die Équipe Tricolore ins Halbfinale einzog. Glück hatten die Franzosen, als Bruno Bellone zwar nur den Pfosten traf, der zurückprallende Ball aber gegen den Rücken von Torhüter Carlos sprang und von dort über die Linie rollte.
Das Kontrastprogramm zu dem spielerisch, technisch und taktisch hochwertigen ersten Viertelfinale bot sich wenige Stunden später im Spiel zwischen Deutschland und Mexiko in Monterrey. In einer ereignislosen ersten halben Stunde, in der beide Mannschaften ohne eine einzige Torchance blieben, erkämpften sich die Gastgeber oft auch durch überhartes Spiel Feld- und Ballbesitzvorteile, da die deutsche Mannschaft zu passiv agierte und häufig erst kurz vor dem eigenen Strafraum störte. Die erste Torchance im Spiel hatte Klaus Allofs nach 33 Minuten durch einen Freistoß aus knapp 30 Metern, nachdem eine Minute zuvor Mexikos Kapitän Tomás Boy verletzungsbedingt den Platz verlassen hatte. Allofs war es ebenfalls, der in der 43. Minute eine der zwei großen Torchancen im gesamten Spiel hatte. Nach einer Kopfballablage von Karl-Heinz Rummenigge nahm er den Ball nach einem Aufsetzer aus 13 Metern volley, schoss aber direkt auf den mexikanischen Torwart Pablo Larios, der rechtzeitig die Arme hochreißen konnte. Die Angriffe der deutschen Mannschaft blieben auch in der zweiten Halbzeit zu durchsichtig und die Ausgangslage verschlechterte sich in der 65. Minute weiter, als Thomas Berthold als erster deutscher Spieler bei einer Weltmeisterschaft die rote Karte sah (diese gab es noch nicht, als Erich Juskowiak bei der Fußball-Weltmeisterschaft 1958 des Feldes verwiesen worden war). Nachdem ihn sein Gegenspieler Fernando Quirarte während einer Kontersituation festgehalten hatte, schlug Berthold mit seiner Gipsmanschette, die er an seinem rechten Unterarm trug, nach Quirarte und wurde folgerichtig des Feldes verwiesen. Die Mexikaner erhöhten sofort den Druck, attackierten früher und kamen in den restlichen Minuten der zweiten Hälfte vermehrt zu Torchancen, die größte davon in der 86. Minute: Nach einer Flanke von der rechten Seite fand sich Raúl Servín unbewacht zentral acht Meter vor dem Tor wieder. Es gelang jedoch dem über das gesamte Spiel herausragend haltenden Torhüter Toni Schumacher, den Volleyschuss mit einem Reflex gerade noch zu entschärfen. Das einzige erwähnenswerte Ereignis in der Verlängerung blieb der Platzverweis von Javier Aguirre in der 100. Minute nach einem Bodycheck, nachdem er schon zuvor in der regulären Spielzeit die gelbe Karte gesehen hatte. Diese erneute Gleichzahl sorgte dafür, dass die deutsche Mannschaft die Oberhand gewann und mehr vom Spiel hatte. Beiden Mannschaften gelang es jedoch nicht, sich in den restlichen Minuten eine einzige ernsthafte Torchance zu erarbeiten, was dazu führte, dass auch das zweite Viertelfinale ins Elfmeterschießen ging. Toni Schumacher parierte dort die unplatzierten Elfmeter von Quirarte und Servin, wodurch die DFB-Mannschaft mit 4:1 ins Halbfinale einzog. Auch in diesem Spiel blieb Mexikos Superstar Hugo Sánchez blass, fiel über die gesamte Spielzeit lediglich durch unfaires Spiel auf und wurde von Krämpfen gegen Ende der ersten Hälfte der Verlängerung geplagt. Mit acht gelben und zwei roten Karten handelte es sich um das bis dahin kartenreichste WM-Spiel seit der Einführung der gelben Karte 1970.

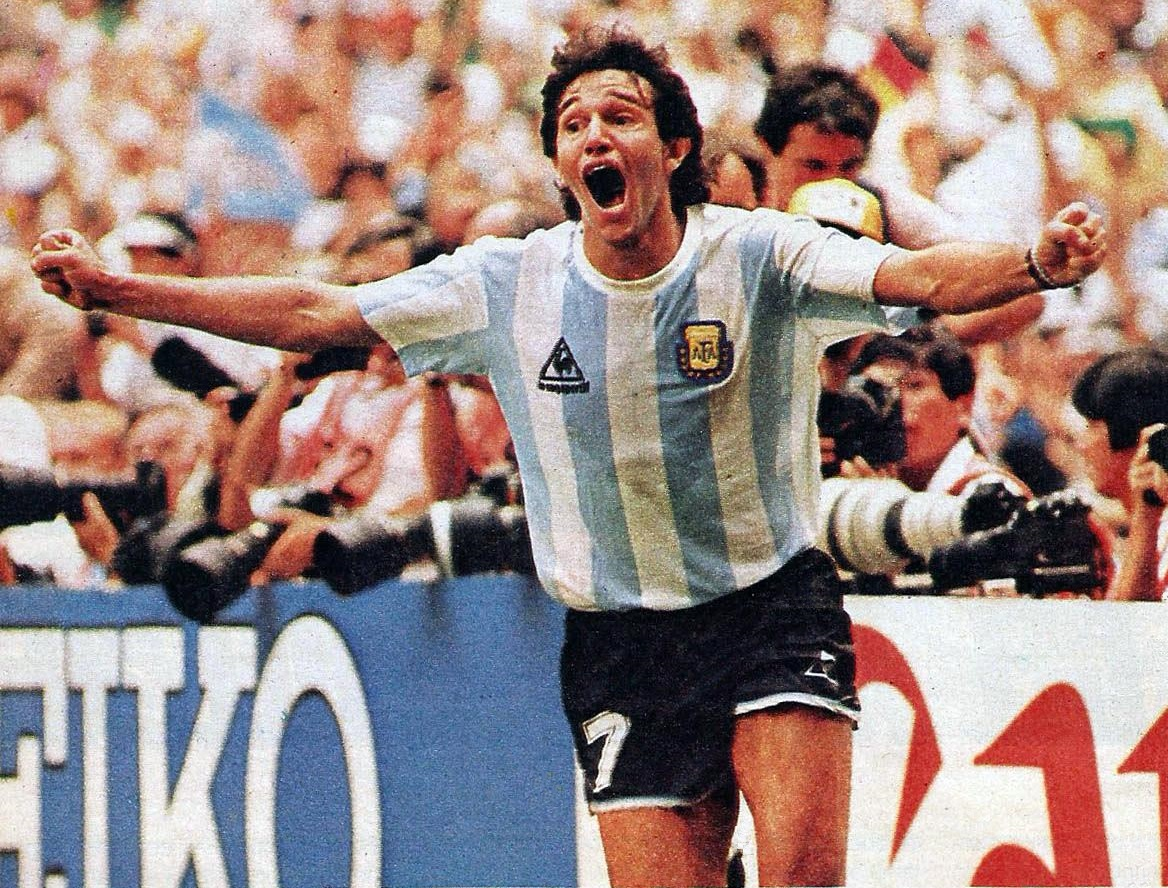
Jorge Burruchaga während des Spiels Argentinien gegen England

Im dritten Viertelfinale trafen Argentinien und England aufeinander ‒ ein Spiel, das aufgrund des Falklandkrieges vier Jahre zuvor von besonderer Brisanz war. Bei den Engländern nahm Trainer Bobby Robson eine Änderung vor: Terry Fenwick kehrte nach seiner Gelbsperre in die Innenverteidigung zurück. Robson setzte aber sonst erneut auf ein 4-4-2. Die beiden Sturmspitzen Gary Lineker und Peter Beardsley blieben in diesem Spiel über weite Strecken ohne nennenswerte Aktionen, da sie eng von Oscar Ruggeri und José Luis Cuciuffo gedeckt wurden und die langen Bälle der Engländer oft bei ihnen landeten. In einer zu vernachlässigenden ersten Halbzeit blieb Beardsleys Torchance in der 13. Minute das einzige erwähnenswerte Ereignis. Argentiniens Torwart Nery Pumpido rutschte im Laufduell mit Beardsley Richtung Seitenlinie aus, worauf der Engländer aus spitzem Winkel aber statt des frei stehenden Tores nur das Außennetz traf. Die Argentinier fanden im Laufe der Halbzeit besser ins Spiel und dominierten die letzten zehn Minuten leicht. England begann die zweite Hälfte deutlich offensiver als zuvor, da sich mehr Spieler in die Offensivbemühungen einschalteten. Dadurch ergaben sich Räume in der Defensive, die die Albiceleste in Person von Diego Maradona in den ersten zehn Minuten nach dem Seitenwechsel gleich zweimal ausnutzen konnte. Das erste Tor fiel in der 51. Minute, als sich Maradona zunächst gegen vier Spieler im Dribbling durchsetzte, Steve Hodge den Ball unglücklich zu hoch ablegte und Maradona daraufhin den Ball mit der Hand irregulär ins Tor beförderte, indem er ihn über den vor ihm stehenden englischen Torwart faustete. Maradona sprach später von der „Hand Gottes“, die das Tor erzielt habe. Der tunesische Schiedsrichter Ali Bin Nasser gab später an, einen Kopfball Maradonas wahrgenommen zu haben. Vier Minuten später schoss jener Maradona nach einem Alleingang, bei dem er sieben englische Spieler umspielte, das 2:0. Dieses Tor wurde später bei einer Abstimmung der FIFA zum bis dahin schönsten Tor der WM-Geschichte gewählt. Argentinien zog sich nun zurück, wodurch die 3 Lions vermehrt zu Torabschlüssen, hauptsächlich durch Schüsse aus der Distanz, kamen. Durch den eingewechselten John Barnes wurde das englische Spiel weiter belebt, was in der 81. Minute schließlich Früchte tragen sollte, als nach einer Powerplay-Situation eine Flanke von Barnes den Kopf von Gary Lineker fand und dieser aus vier Metern nur noch einzuköpfen brauchte. Die Vorentscheidung fiel beinahe nach nur 13 Sekunden nach Wiederanpfiff auf der Gegenseite, als der ebenfalls eingewechselte Argentinier Carlos Tapia von der Strafraumgrenze abzog, aber nur den Innenpfosten traf. Die Albiceleste konnte in den restlichen Minuten für genug Entlastung sorgen, um mit einer Ausnahme nicht mehr in Bedrängnis zu geraten und den Vorsprung über die Zeit zu retten.
Bei fast schon kühlen Wetterverhältnissen trafen im letzten Viertelfinale mit Vize-Europameister Spanien und Belgien zwei gleichstarke Teams aufeinander. Die Spanier betrieben in den ersten 20 Minuten einen höheren Aufwand und waren spiel- und feldüberlegen. Ihre mit enormem Tempo vorgetragenen Angriffe durchs Zentrum fanden aber aufgrund von überhasteten Aktionen und der aufmerksamen belgischen Fünf-Mann-Abwehr um Libero Michel Renquin regelmäßig 15 bis 20 Meter vor dem gegnerischen Tor ihr Ende. Während die Iberer noch im Achtelfinale ihren Gegner Dänemark ein ums andere Mal erfolgreich ausgekontert hatten, setzten die Belgier auf eine solide Defensive und bauten ihre Angriffe geduldig auf. Dies zahlte sich in der 35. Minute aus, als Franky Vercauteren nahe der Eckfahne ungedeckt flanken konnte und den Kopf des heranstürmenden Jan Ceulemans fand, der mit einem wuchtigen Kopfball aus fünf Metern dem spanischen Torhüter Andoni Zubizarreta keine Chance ließ. Das Spiel nahm in der zweiten Hälfte weiter an Fahrt auf. Die Spanier drängten mehr und mehr auf den Ausgleich, scheiterten aber mehrfach an der exzellent funktionierenden Abseitsfalle der Belgier oder ihrem aufmerksam agierenden Torhüter Jean-Marie Pfaff. Die roten Teufel wiederum nutzen die sich bietenden Räume für Gegenangriffe wie in der 51. Minute, als nach einem Konter in Überzahl Zubizarreta seine Mannschaft nur knapp vor dem 0:2 bewahrte. In den letzten 20 Minuten nahm der Druck der Spanier fortwährend zu und den Belgiern gelang es immer seltener, für Entlastung zu sorgen, wodurch Pfaff nun mehrfach im Mittelpunkt stand. Der Ausgleich fiel schließlich in der 85. Minute. Víctor legte einen indirekten Freistoß nahe der rechten Eckfahne zurück an die Strafraumgrenze, wo Juan Señor aus 20 Metern abzog und Pfaff mit einem Flachschuss überwand, der in die andere Ecke unterwegs war, nachdem ihm die Sicht verdeckt war. Auch die restlichen Minuten blieben ereignisreich. Belgien stand dank zweier Torchancen kurz davor, das Spiel noch in der regulären Spielzeit für sich zu entscheiden. Des Weiteren blieb ein Schlag des eingewechselten Eloy in die Rippengegend von Renquin gänzlich ungeahndet. Während die Iberer auch in der Verlängerung die aktivere Mannschaft blieben und sich zumindest in den ersten 15 Minuten Torchancen erspielten, kam von den roten Teufeln nichts mehr, wodurch auch das letzte Viertelfinale ins Elfmeterschießen ging. Dort parierte Pfaff einen schwach geschossenen Elfmeter von Eloy, wodurch die Belgier ins Halbfinale einzogen.

### Halbfinale
|                                                             |   |                |           |
| 25. Juni 1986 um 12:00 Uhr (20:00 Uhr MESZ) in Guadalajara  |   |                |           |
| Frankreich                                                  | – | BR Deutschland | 0:2 (0:1) |
| 25. Juni 1986 um 16:00 Uhr (24:00 Uhr MESZ) in Mexiko-Stadt |   |                |           |
| Argentinien                                                 | – | Belgien        | 2:0 (0:0) |

Im ersten Halbfinale traf Frankreich bei angenehmen Temperaturen aber drückender Schwüle in einer Neuauflage des Halbfinales vier Jahre zuvor auf die deutsche Elf. Die Franzosen waren nach den Siegen über Titelverteidiger Italien und den Turnierfavoriten Brasilien in der Favoritenrolle, während die Deutschen mit viel Mühe das Halbfinale erreicht hatten. Frankreichs Trainer Henri Michel nahm gegenüber dem Viertelfinale zwei Änderungen vor ‒ nach einer Gelbsperre kam William Ayache zurück in die Mannschaft und nachdem sich neben Jean-Pierre Papin auch Dominique Rocheteau verletzt hatte, war Michel dazu gezwungen, auf Stürmer Bruno Bellone zurückzugreifen. Wolfgang Rolff, der den rotgesperrten Berthold ersetzte, wurde mit der Rolle des Manndeckers für den angeschlagenen Spielmacher Michel Platini beauftragt, derselben Aufgabe wie schon drei Jahre zuvor im Finale des Europapokals der Landesmeister. In einer fairen, wenn auch umkämpften Partie, die durch viele Unterbrechungen und den streng pfeifenden Schiedsrichter Luigi Agnolin aus Italien geprägt war, ging die deutsche Mannschaft nach unruhigen Auftaktminuten in der 9. Minute in Führung. Ein hart aber nicht unbedingt platziert ausgeführter, indirekter Freistoß von Andreas Brehme knapp außerhalb des Strafraumes rutschte unter dem Körper des französischen Torhüters Joël Bats ins Tor. Die Franzosen übernahmen nach dem Rückstand die Kontrolle über das Spiel und kamen in der darauffolgenden Viertelstunde zu mehreren Torchancen, die größte davon in der 16. Minute ebenfalls nach einem indirekt ausgeführten Freistoß. Nach einem abgewehrten Schuss kam Bossis vier Meter vor dem Tor vollkommen frei stehend zum Abschluss, schoss die Volleyabnahme aber über das Tor. Es folgte die beste Viertelstunde der deutschen Mannschaft in diesem Turnier, die bis zum Halbzeitpfiff den zu großen Abstand zwischen Frankreichs Offensive und Defensive wiederholt ausnutzte, jedoch die sich bietenden Chancen ungenutzt ließ. Die Franzosen dominierten die zweite Halbzeit, taten sich aber schwer, wirklich klare Torchancen zu erspielen und scheiterten mehrfach an der exzellent funktionierenden Abseitsfalle der Deutschen. Ein weiter Abwurf von Deutschlands Torwart Toni Schumacher leitete Sekunden vor dem Abpfiff einen Konter gegen die weit aufgerückten Franzosen ein, den der eingewechselte Rudi Völler zum verdienten, wenn auch überraschenden 2:0-Endstand vollendete. „Realität und Kondition haben den Franzosen einen Streich gespielt. Die gutgeschweißte deutsche Spielorganisation und ihre Disziplin wurden den Franzosen zum Verhängnis“ urteilte die französische Tageszeitung France Soir tags darauf.
Die technisch, spielerisch und taktisch überlegenen Argentinier mit ihren Stars Jorge Valdano, Jorge Burruchaga und Diego Maradona dominierten die Anfangsphase des zweiten Halbfinales und es dauerte knapp 20 Minuten, bis die Belgier zu ersten Torabschlüssen kamen. Maradona war zwar der auffälligste Spieler in einer recht ereignislosen ersten Hälfte, wurde aber in seinen Handlungen durch die belgische Raumdeckung stark eingeschränkt. Im Mittelpunkt der ersten 45 Minuten stand hingegen der portugiesische Linienrichter Carlo da Silva, der gleich zweimal, einmal in der 28. und später in der 36. Minute, die Belgier um mögliche Überzahlsituationen gegen den argentinischen Torwart Nery Pumpido beraubte, da Silva in beiden Fällen zu Unrecht auf Abseits entschied. In der zweiten Hälfte machte sich der Kräfteverschleiß der Belgier zunehmend bemerkbar, die zuvor zweimal in die Verlängerung hatten gehen müssen. Diego Maradona erzielte in der 51. Minute das 1:0 nach einem zu inkonsequent gespielten Konter nach einem Eckball der Belgier. Durch einen kurzen Sprint konnte sich Maradona Raum verschaffen, wurde in diesem Moment von Burruchaga bedient und konnte trotz der Bewachung von zwei Gegenspielern den herausstürmenden belgischen Torwart Jean-Marie Pfaff überspielen. In der 63. Minute war es erneut Maradona, der sich mit einem ähnlichen Sololauf wie im Viertelfinale gegen England gegen fünf Gegenspieler durchsetzte. Dieses Tor zum 2:0 brachte die Entscheidung und wurde bei der Wahl zum WM-Tor des Jahrhunderts auf den vierten Platz gewählt. Danach war die Gegenwehr der Belgier so gut wie gebrochen. Bis auf meist harmlose Schüsse aus der zweiten Reihe fiel den roten Teufeln nichts ein, während die Argentinier in den restlichen Minuten weitere Torchancen hatten, den Spielstand noch zu erhöhen, die größte davon in der 81. Minute, als Valdano aus zehn Metern über das leere Tor schoss.

### Spiel um Platz 3
|                                                       |   |            |                      |
| 28. Juni 1986 um 12:00 Uhr (20:00 Uhr MESZ) in Puebla |   |            |                      |
| Belgien                                               | – | Frankreich | 2:4 n. V. (2:2, 1:2) |

Im Kleinen Finale vor nur halbvollen Rängen zur Mittagszeit im Stadion von Puebla zeigten beide Mannschaften temporeichen Offensivfußball während der Mehrzahl der 120 Spielminuten. 
Bei den Franzosen setzte Trainer Henri Michel überwiegend auf die zweite Garde und schickte mit Battiston, Tigana und Amoros nur drei Spieler seiner Stammformation aufs Feld. Torwart Albert Rust kam zu seinem ersten und auch einzigen Länderspiel. Frankreichs Star Michel Platini saß zuerst nicht einmal auf der Spielerbank, sondern in der Reporterkabine des französischen Fernsehsenders. „Platini war moralisch und physisch nicht in der Lage zu spielen. Er hatte mich selbst gebeten, auf ihn zu verzichten,“ erklärte Michel die Situation.
Die Belgier vertrauten bis auf eine Ausnahme ‒ Mommens für den müden Vercauteren ‒ ihrer Stammelf und erwischten den besseren Start. Nachdem Jean-Pierre Papin eine Minute zuvor eine Großchance auf der Gegenseite vergeben hatte, erzielte Belgiens Kapitän Jan Ceulemans in der elften Minute das 1:0. Nach drei aufeinanderfolgenden Ballkontakten gelang es Ceulemans durch eine geschickte Ballannahme, 25 Meter vor dem Tor sich gegen Bewacher Manuel Amoros Raum und Zeit zu verschaffen und den Ball anschließend vorbei an Torwart Rust ins lange Eck zu spitzeln. Eine Viertelstunde später glich Jean-Marc Ferreri nach Vorarbeit von Bruno Bellone und Philippe Vercruysse aus zum 1:1 aus. Die Franzosen waren es auch, die kurz vor der Pause in Führung gingen als nach einem zügig vorgetragenen Angriff der Ball über Umwege vor den Füßen des einschussbereiten Papin landete.
Beide Mannschaften präsentierten unterschiedliche taktische Ansätze. Die Belgier, die ihren Spielaufbau bevorzugt aus der Defensive einleiteten, setzten auf ein System schneller Gegenstöße. Die französische Équipe hingegen setzten auf Ballbesitz und ein strukturiertes Aufbauspiel.
In der Anfangsviertelstunde der zweiten Hälfte dominierten die Franzosen größtenteils das Spiel und den Ballbesitz. Die Belgier konnten dennoch gelegentliche Nadelstiche setzen. So gelang es dem nominell linken Innenverteidiger Stéphane Demol ungedeckt im Strafraum zum Abschluss zu kommen, doch sein Schuss traf nur das Außennetz.
Nach mehreren kleineren Verletzungsunterbrechungen, unter anderem die von dem belgischen Star Enzo Scifo der angeschlagen den Platz verließ, verflachte das Spiel ein wenig bis zur 73. Minute als der belgische Rechtsaußen Leo Van der Elst, der 10 Minuten zuvor für Scifo eingewechselt wurde, den Ball in den Strafraum flankte. Der Ball landete schließlich vor den Füßen von Nico Claesen, der diesen, ähnlich wie Gerd Müller im WM-Finale 1974, anschließend in die lange Ecke zum erneuten Ausgleich beförderte.
Belgien blieb bis zum Ende der regulären Spielzeit die überlegene Mannschaft, konnte aber die Torabschlüsse nicht in Tore umwandeln. Nach bereits 120-minütigen Duellen im Achtel‒ und Viertelfinale mussten somit die Roten Teufel nun zum dritten Mal in den letzten vier Spielen in die Verlängerung.
Kurz nach Beginn der ersten Verlängerung zeigte sich dementsprechend Konditionsprobleme bei den Spielern. Die Fehlerquote der Belgier stieg merklich an. Ein Aufmerksamkeitsfehler in Folge eines kurz ausgeführten Eckballs führte zur erneuten französischen Führung. Ferreri konnte frei innerhalb des Strafraums flanken, Bernard Genghini nahm den Ball trotz zweier Gegenspieler an, und schob ihn vorbei an Jean-Marie Pfaff ins belgische Tor. 
Mit zunehmender Spieldauer avancierte Bellone zum spielbestimmenden Akteur. Fast jeder Spielzug der Franzosen lief über ihn. Die Entscheidung fiel in der 111. Minute als Genghini aus zentraler Position den Ball gegen fünf Belgier behaupten konnte, Manuel Amoros bediente, und dieser im Strafraum nach Ballan- und Mitnahme gefault wurde. Der Gefoulte trat selbst an und schickte Torwart Pfaff in die falsche Ecke zum 4:2‑Endstand.
Die spanische Tageszeitung El País urteilte: „Das Spiel rollte in fröhlicher Atmosphäre ab, ganz so, als sei es ein Freundschaftstreffen.“ Der frühere französische WM-Rekordtorschütze Just Fontaine war ebenfalls angetan: „Beide Mannschaften spielten einen erfrischenden Fußball. Es hatten nur noch mehr Tore fallen müssen.“
Belgiens Trainer Guy Thys setzte nach dieser Begegnung noch einmal Kritik am Modus dieser ‒ nach seinem damaligen Ermessen ‒ Marathon-Weltmeisterschaft an: „Am besten hätte man beide Verlierer der Halbfinals auf den dritten Platz gesetzt. Dieses Spiel war überflüssig. Auch das System der Verlängerung und das Elfmeterschießen halte ich für keine gute Lösung. Das Turnier dauert zu lange und war für meine Mannschaft letztendlich zu schwer.“
Die Franzosen Giresse, Bossis und Rocheteau beendeten direkt nach dem Turnier ihre Nationalmannschaftskarriere; Platini, Tigana und Genghini folgten ihnen allesamt innerhalb eines Jahres. Obwohl sich Trainer Henri Michel nach dem Turnier optimistisch über die Zukunft seiner Mannschaft äußerte („Ich bin überzeugt, dass wir in zwei Jahren wieder eine schlagkräftige Elf zusammenhaben werden“), verpasste Frankreich die Qualifikation für drei der nächsten vier EM- und WM-Turniere (1988, 1990 und 1994).

### Finale
| Argentinien | Argentinien | BR Deutschland | BR Deutschland | Aufstellung                                  |
| --- | --- | --- | -------------- | -------------------------------------------- |
| Argentinien | \| Sonntag, 29. Juni 1986 um 12:00 Uhr (20:00 Uhr MESZ) in Mexiko-Stadt (Aztekenstadion) \| \| Ergebnis: 3:2 (1:0) \| \| Zuschauer: 114.600 \| \| Schiedsrichter: Romualdo Arppi Filho ( Brasilien) Erik Fredriksson ( Schweden) Berny Ulloa Morera ( Costa Rica) \| \| Spielbericht \| | \| Sonntag, 29. Juni 1986 um 12:00 Uhr (20:00 Uhr MESZ) in Mexiko-Stadt (Aztekenstadion) \| \| Ergebnis: 3:2 (1:0) \| \| Zuschauer: 114.600 \| \| Schiedsrichter: Romualdo Arppi Filho ( Brasilien) Erik Fredriksson ( Schweden) Berny Ulloa Morera ( Costa Rica) \| \| Spielbericht \| | BR Deutschland | Aufstellung Argentinien gegen BR Deutschland |
| Argentinien | Nery Pumpido – José Luis Brown – José Luis Cuciuffo, Oscar Ruggeri, Julio Olarticoechea – Ricardo Giusti, Sergio Batista, Diego Maradona , Héctor Enrique – Jorge Burruchaga (90. Marcelo Trobbiani), Jorge Valdano Cheftrainer: Carlos Bilardo                                         | Toni Schumacher – Ditmar Jakobs – Thomas Berthold, Karlheinz Förster, Hans-Peter Briegel – Andreas Brehme, Lothar Matthäus, Norbert Eder, Felix Magath (62. Dieter Hoeneß) – Karl-Heinz Rummenigge , Klaus Allofs (46. Rudi Völler) Teamchef: Franz Beckenbauer                         | BR Deutschland | Aufstellung Argentinien gegen BR Deutschland |
| Argentinien | 1:0 Brown (23.) 2:0 Valdano (56.) 3:2 Burruchaga (84.) | 2:1 Rummenigge (74.) 2:2 Völler (81.) | BR Deutschland | Aufstellung Argentinien gegen BR Deutschland |
| Argentinien | Maradona (17.), Olarticoechea (77.), Enrique (81.), Pumpido (85.) | Matthäus (21.), Briegel (62.) | BR Deutschland | Aufstellung Argentinien gegen BR Deutschland |
| Sonntag, 29. Juni 1986 um 12:00 Uhr (20:00 Uhr MESZ) in Mexiko-Stadt (Aztekenstadion)                           | | |                |                                              |
| Ergebnis: 3:2 (1:0)                                                                                             | | |                |                                              |
| Zuschauer: 114.600                                                                                              | | |                |                                              |
| Schiedsrichter: Romualdo Arppi Filho ( Brasilien) Erik Fredriksson ( Schweden) Berny Ulloa Morera ( Costa Rica) | | |                |                                              |
| Spielbericht | | |                |                                              |

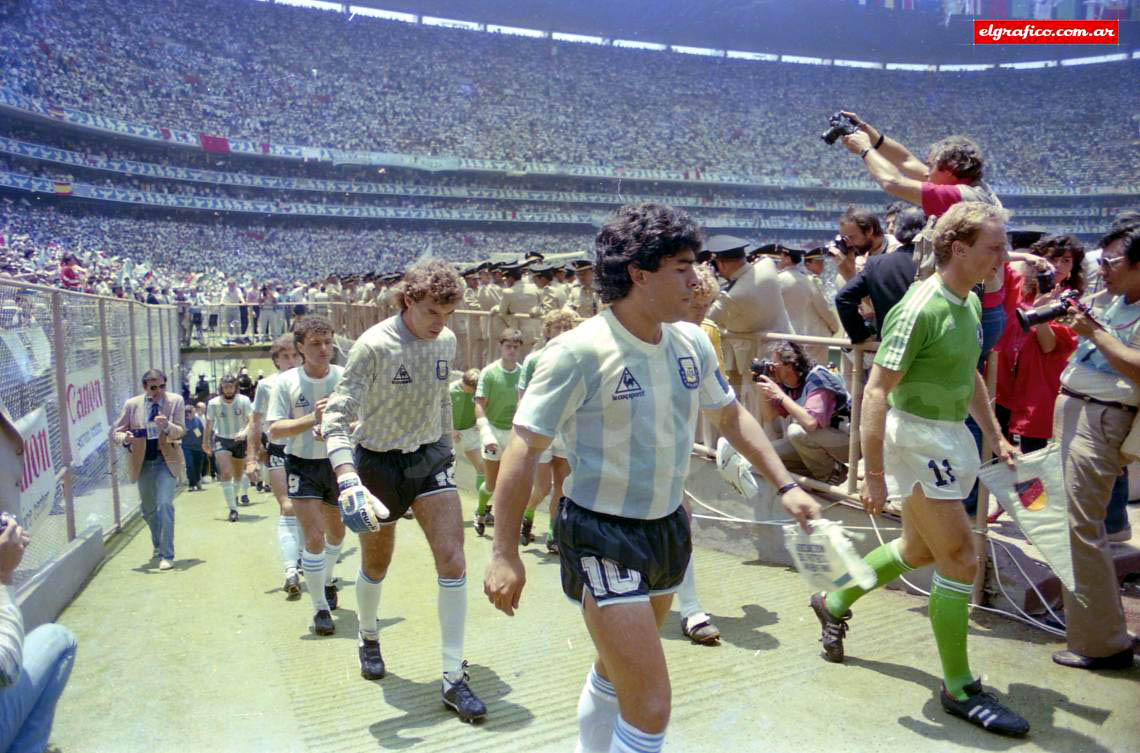
Die Kapitäne Rummenigge und Maradona führen ihre Mannschaften zum Finale aufs Feld

Im Finale galt Argentinien als klarer Favorit und hatte etwas mehr vom Spiel, die ganz großen Torchancen blieben aber auf beiden Seiten aus, was auch daran lag, dass Lothar Matthäus seinen Gegenspieler Diego Maradona überwiegend im Griff hatte. Die Argentinier gingen Mitte der ersten Hälfte durch einen Freistoß in Führung, nachdem der deutsche Torwart Schumacher einen in den Strafraum geflankten Ball unterlaufen hatte, so dass Libero Brown ins leere Tor köpfen konnte. Nach knapp einer Stunde fiel das 2:0, aber wie schon gegen England zogen sich die Argentinier jetzt vollständig zurück. Deutschland hatte nun mehr Spielanteile, ohne allerdings große Chancen herausspielen zu können. Nur bei Standards wurde es gefährlich, zwei Ecken, getreten von Andreas Brehme von links, führten zum Ausgleich acht Minuten vor dem Ende. Die deutschen Spieler entblößten jedoch ihre Abwehr, um die Entscheidung noch vor der Verlängerung zu erzielen, und liefen knapp drei Minuten nach dem Ausgleich in einen Konter der Argentinier – Pass Maradona, Solo von Burruchaga – und es stand 3:2 für die Südamerikaner.
Auszug aus dem Original-Fernsehkommentar nach dem 2:2-Ausgleichstreffer von Rudi Völler:

„Ist denn das die Möglichkeit… schauen Sie sich das an: wieder eine Ecke, wieder eine Kopfballvorlage, sie schlagen sie da, wo sie unschlagbar schienen, in der Luft bei hohen Bällen und da fliegt der Pumpido durch die Gegend. Und jetzt… steh’ ich auf… und die deutsche Bank, ja der FIFA‑Mann ist da, er will’s verhindern: Horst Köppel, die Ersatzspieler, Franz Beckenbauer, a–alle sind aufgesprungen. Der Torschütze, die beiden, die angeschlagen sind: Karl‑Heinz Rummenigge und Rudi Völler, die machen hier die Tore – 2:2 81. Minute und es wäre billig, ich verkneif’s mir zu sagen, dass wir nicht aufgesteckt haben – ich tu’s ja doch; bitte um Entschuldigung!“

### Der Spielball des Finales

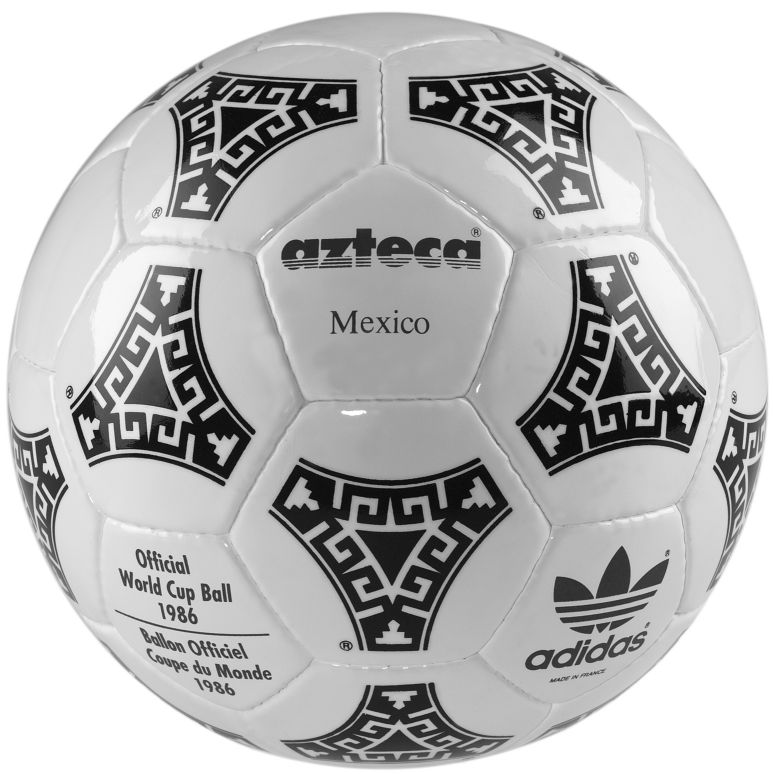
Ein adidas Azteca Ball

Den seinerzeitigen Gepflogenheiten entsprechend ging der Spielball des Finales - damals wurde mit nur einem Ball gespielt, es sei denn, dieser ging kaputt - nach der Partie in den Besitz des Schiedsrichters über. Romualdo Arppi Filho ließ die Linienrichter Erik Fredriksson und Berny Ulloa ihre Autogramme auftragen und brachte auch seine eigene Unterschrift auf dem eigens für das Turnier geschaffenen adidas-Azteca-Ball an. Kurz vor seinem Ableben Anfang März 2023 verbrachte Arppi den Ball an ein englisches Auktionshaus, wo der Ball wenige Tage nach dem Tod des Schiedsrichters für 36.000 Pfund Sterling plus Provision und Mehrwertsteuer versteigert wurde.

### Ehrungen der Platzierten
Toni Schumacher wurde zum Fußballer des Jahres in Deutschland gewählt und Diego Maradona wurde Argentiniens Fußballer des Jahres, bei der von El Mundo veranstalteten Wahl als Südamerikas Fußballer des Jahres ausgezeichnet sowie zum inoffiziellen Weltfußballer des Jahres gewählt. Manuel Amoros wurde Frankreichs Fußballer des Jahres und Borislaw Michajlow Fußballer des Jahres in Bulgarien.

## Beste Torschützen
| Rang | Spieler              | Tore |
| ---- | -------------------- | ---- |
| 1    | Gary Lineker         | 6    |
| 2    | Emilio Butragueño    | 5    |
|      | Careca               | 5    |
|      | Diego Maradona       | 5    |
| 5    | Alessandro Altobelli | 4    |
|      | Ihor Bjelanow        | 4    |
|      | Preben Elkjær Larsen | 4    |
|      | Jorge Valdano        | 4    |
| 9    | Jan Ceulemans        | 3    |
|      | Nico Claesen         | 3    |
|      | Jesper Olsen         | 3    |
|      | Rudi Völler          | 3    |

| Rang | Spieler            | Tore |
| ---- | ------------------ | ---- |
| 13   | Jean-Pierre Papin  | 2    |
|      | Abderrazak Khairi  | 2    |
|      | Josimar            | 2    |
|      | Ramón Calderé      | 2    |
|      | Sócrates           | 2    |
|      | Julio César Romero | 2    |
|      | Roberto Cabañas    | 2    |
|      | Jorge Burruchaga   | 2    |
|      | Yannick Stopyra    | 2    |
|      | Fernando Quirarte  | 2    |
|      | Michel Platini     | 2    |
|      | Enzo Scifo         | 2    |
|      | Klaus Allofs       | 2    |

Darüber hinaus gab es 55 Spieler mit einem Treffer. Hinzu kamen zwei Eigentore.

## Zitate – Über dieHand Gottesund dasWM-Tor des Jahrhunderts
„Manchmal denke ich, dass ich das Tor, das ich mit der Hand gemacht habe, dem anderen vorziehe … es war in etwa so, als würde ich den Engländern die Brieftasche klauen.“

“It was probably the one and only time in my whole career that I felt like applauding the opposition scoring a goal.”

„Es war wohl das einzige Mal in meiner gesamten Karriere, dass ich dem gegnerischen Team für ein Tor applaudieren wollte.“

## Trivia
Die mexikanische Zentralbank gab zur Feier der Weltmeisterschaft eigens geprägte Goldmünzen mit Gewichten von ½ und ¼ Unze aus. Diese Münzen verbanden mit ihren Motiven die Geschichte des Landes mit dem Thema Fußball.